# Llista d'asteroides (401001-402000)
Llista d'asteroides del 401.001 al 402.000, amb data de descoberta i descobridor. És un fragment de la llista d'asteroides completa. Als asteroides se'ls dona un número quan es confirma la seva òrbita, per tant apareixen llistats aproximadament segons la data de descobriment.

## 401001-401100
| Nom    | Designació provisional | Data de descobriment   | Lloc de descobriment | Descobridor/s     |
| ------ | ---------------------- | ---------------------- | -------------------- | ----------------- |
| 401001 | 2011 QO17              | 31 de gener de 2006    | Kitt Peak            | Spacewatch        |
| 401002 | 2011 QC31              | 19 d'agost de 2001     | Socorro              | LINEAR            |
| 401003 | 2011 QG40              | 10 de setembre de 2004 | Kitt Peak            | Spacewatch        |
| 401004 | 2011 QX61              | 9 d'agost de 2004      | Anderson Mesa        | LONEOS            |
| 401005 | 2011 QG88              | 14 de febrer de 2010   | Mount Lemmon         | Mt. Lemmon Survey |
| 401006 | 2011 QG92              | 4 d'octubre de 2003    | Kitt Peak            | Spacewatch        |
| 401007 | 2011 QX92              | 25 de desembre de 2005 | Kitt Peak            | Spacewatch        |
| 401008 | 2011 QN93              | 29 de novembre de 2005 | Kitt Peak            | Spacewatch        |
| 401009 | 2011 RM3               | 20 de setembre de 2001 | Socorro              | LINEAR            |
| 401010 | 2011 RX10              | 17 de novembre de 2001 | Socorro              | LINEAR            |
| 401011 | 2011 RP13              | 16 d'agost de 2001     | Socorro              | LINEAR            |
| 401012 | 2011 RY13              | 20 de setembre de 2001 | Socorro              | LINEAR            |
| 401013 | 2011 RV15              | 18 de novembre de 2008 | Kitt Peak            | Spacewatch        |
| 401014 | 2011 SV4               | 16 de juny de 2010     | WISE                 | WISE              |
| 401015 | 2011 SB9               | 13 de març de 2010     | Kitt Peak            | Spacewatch        |
| 401016 | 2011 SV29              | 30 de desembre de 2008 | Mount Lemmon         | Mt. Lemmon Survey |
| 401017 | 2011 SE32              | 21 de setembre de 2011 | Mount Lemmon         | Mt. Lemmon Survey |
| 401018 | 2011 SQ34              | 23 d'octubre de 2004   | Kitt Peak            | Spacewatch        |
| 401019 | 2011 SC35              | 4 de maig de 2005      | Kitt Peak            | Spacewatch        |
| 401020 | 2011 SZ36              | 11 de setembre de 2007 | Mount Lemmon         | Mt. Lemmon Survey |
| 401021 | 2011 SF40              | 8 de setembre de 2011  | Kitt Peak            | Spacewatch        |
| 401022 | 2011 SN46              | 25 d'agost de 2000     | Socorro              | LINEAR            |
| 401023 | 2011 SC51              | 31 de desembre de 2008 | Kitt Peak            | Spacewatch        |
| 401024 | 2011 SC56              | 24 d'abril de 2003     | Kitt Peak            | Spacewatch        |
| 401025 | 2011 SN80              | 2 de febrer de 2006    | Mount Lemmon         | Mt. Lemmon Survey |
| 401026 | 2011 SU98              | 23 de març de 2003     | Kitt Peak            | Spacewatch        |
| 401027 | 2011 SG102             | 15 de febrer de 2010   | Kitt Peak            | Spacewatch        |
| 401028 | 2011 SK118             | 12 de maig de 2010     | Mount Lemmon         | Mt. Lemmon Survey |
| 401029 | 2011 SB126             | 16 d'octubre de 2001   | Kitt Peak            | Spacewatch        |
| 401030 | 2011 SJ127             | 26 d'octubre de 2008   | Mount Lemmon         | Mt. Lemmon Survey |
| 401031 | 2011 SL127             | 10 d'agost de 2007     | Kitt Peak            | Spacewatch        |
| 401032 | 2011 SR135             | 14 de febrer de 2010   | Mount Lemmon         | Mt. Lemmon Survey |
| 401033 | 2011 SX166             | 17 de setembre de 2006 | Kitt Peak            | Spacewatch        |
| 401034 | 2011 SK182             | 26 de setembre de 2011 | Kitt Peak            | Spacewatch        |
| 401035 | 2011 SL185             | 20 de gener de 2009    | Mount Lemmon         | Mt. Lemmon Survey |
| 401036 | 2011 SO191             | 15 d'octubre de 2004   | Kitt Peak            | Spacewatch        |
| 401037 | 2011 ST198             | 30 de gener de 2006    | Kitt Peak            | Spacewatch        |
| 401038 | 2011 SH208             | 30 d'abril de 2009     | Kitt Peak            | Spacewatch        |
| 401039 | 2011 ST216             | 13 de febrer de 2004   | Kitt Peak            | Spacewatch        |
| 401040 | 2011 SA240             | 27 de desembre de 2005 | Kitt Peak            | Spacewatch        |
| 401041 | 2011 SW256             | 15 d'octubre de 2004   | Mount Lemmon         | Mt. Lemmon Survey |
| 401042 | 2011 SJ260             | 29 de setembre de 2011 | Kitt Peak            | Spacewatch        |
| 401043 | 2011 SZ260             | 27 de febrer de 2006   | Kitt Peak            | Spacewatch        |
| 401044 | 2011 SH269             | 18 de desembre de 2001 | Socorro              | LINEAR            |
| 401045 | 2011 SC273             | 31 de desembre de 2008 | Kitt Peak            | Spacewatch        |
| 401046 | 2011 TM9               | 27 de setembre de 2008 | Mount Lemmon         | Mt. Lemmon Survey |
| 401047 | 2011 TH13              | 28 de setembre de 2011 | Catalina             | CSS               |
| 401048 | 2011 UK                | 9 de febrer de 2005    | Mount Lemmon         | Mt. Lemmon Survey |
| 401049 | 2011 UA2               | 20 de juny de 2007     | Kitt Peak            | Spacewatch        |
| 401050 | 2011 UG6               | 3 de desembre de 2007  | Kitt Peak            | Spacewatch        |
| 401051 | 2011 US7               | 18 d'octubre de 2011   | Mount Lemmon         | Mt. Lemmon Survey |
| 401052 | 2011 UN16              | 28 de maig de 2008     | Mount Lemmon         | Mt. Lemmon Survey |
| 401053 | 2011 UE17              | 20 de novembre de 2004 | Kitt Peak            | Spacewatch        |
| 401054 | 2011 UG17              | 16 de març de 2009     | Kitt Peak            | Spacewatch        |
| 401055 | 2011 UU19              | 19 d'octubre de 2011   | Kitt Peak            | Spacewatch        |
| 401056 | 2011 UU24              | 10 de setembre de 2007 | Mount Lemmon         | Mt. Lemmon Survey |
| 401057 | 2011 UP35              | 19 d'octubre de 2011   | Mount Lemmon         | Mt. Lemmon Survey |
| 401058 | 2011 UE36              | 5 de desembre de 2007  | Kitt Peak            | Spacewatch        |
| 401059 | 2011 UF39              | 5 de desembre de 2008  | Mount Lemmon         | Mt. Lemmon Survey |
| 401060 | 2011 UN39              | 26 de març de 2009     | Mount Lemmon         | Mt. Lemmon Survey |
| 401061 | 2011 UT45              | 1 d'octubre de 2000    | Socorro              | LINEAR            |
| 401062 | 2011 UZ45              | 24 d'agost de 2007     | Kitt Peak            | Spacewatch        |
| 401063 | 2011 UP46              | 19 de novembre de 2001 | Socorro              | LINEAR            |
| 401064 | 2011 UM53              | 18 d'octubre de 2011   | Kitt Peak            | Spacewatch        |
| 401065 | 2011 US53              | 31 de maig de 2006     | Mount Lemmon         | Mt. Lemmon Survey |
| 401066 | 2011 UN54              | 7 d'octubre de 2004    | Kitt Peak            | Spacewatch        |
| 401067 | 2011 UP54              | 21 de maig de 2010     | WISE                 | WISE              |
| 401068 | 2011 UE59              | 7 d'agost de 2004      | Campo Imperatore     | CINEOS            |
| 401069 | 2011 UK59              | 18 de setembre de 2007 | Mount Lemmon         | Mt. Lemmon Survey |
| 401070 | 2011 UO79              | 27 de març de 2009     | Mount Lemmon         | Mt. Lemmon Survey |
| 401071 | 2011 UH80              | 14 d'octubre de 2001   | Socorro              | LINEAR            |
| 401072 | 2011 UT80              | 4 d'octubre de 2004    | Kitt Peak            | Spacewatch        |
| 401073 | 2011 UC82              | 20 de novembre de 2006 | Kitt Peak            | Spacewatch        |
| 401074 | 2011 UM84              | 31 de març de 2009     | Mount Lemmon         | Mt. Lemmon Survey |
| 401075 | 2011 UV86              | 7 de maig de 2010      | Mount Lemmon         | Mt. Lemmon Survey |
| 401076 | 2011 UK94              | 5 d'abril de 2010      | Mount Lemmon         | Mt. Lemmon Survey |
| 401077 | 2011 UM101             | 19 d'abril de 2010     | WISE                 | WISE              |
| 401078 | 2011 UD102             | 29 de setembre de 2003 | Kitt Peak            | Spacewatch        |
| 401079 | 2011 UY102             | 27 de maig de 2010     | WISE                 | WISE              |
| 401080 | 2011 US103             | 13 d'abril de 2005     | Catalina             | CSS               |
| 401081 | 2011 UD106             | 11 d'abril de 2010     | Kitt Peak            | Spacewatch        |
| 401082 | 2011 UT116             | 19 de març de 2010     | Kitt Peak            | Spacewatch        |
| 401083 | 2011 UV119             | 24 de desembre de 2005 | Kitt Peak            | Spacewatch        |
| 401084 | 2011 UZ128             | 11 de novembre de 2004 | Kitt Peak            | Spacewatch        |
| 401085 | 2011 UB129             | 20 d'octubre de 2011   | Kitt Peak            | Spacewatch        |
| 401086 | 2011 UE131             | 27 de setembre de 2011 | Mount Lemmon         | Mt. Lemmon Survey |
| 401087 | 2011 UV132             | 22 d'octubre de 2011   | Kitt Peak            | Spacewatch        |
| 401088 | 2011 UD137             | 20 d'octubre de 2011   | Kitt Peak            | Spacewatch        |
| 401089 | 2011 UP139             | 2 de març de 2006      | Kitt Peak            | Spacewatch        |
| 401090 | 2011 UM141             | 30 de gener de 2006    | Kitt Peak            | Spacewatch        |
| 401091 | 2011 UW152             | 8 de juliol de 2010    | WISE                 | WISE              |
| 401092 | 2011 UM156             | 24 d'octubre de 2011   | Mount Lemmon         | Mt. Lemmon Survey |
| 401093 | 2011 US164             | 8 d'octubre de 2007    | Mount Lemmon         | Mt. Lemmon Survey |
| 401094 | 2011 UT170             | 25 de gener de 2006    | Kitt Peak            | Spacewatch        |
| 401095 | 2011 UA177             | 1 d'octubre de 2000    | Socorro              | LINEAR            |
| 401096 | 2011 UK182             | 13 de desembre de 2007 | Socorro              | LINEAR            |
| 401097 | 2011 UG183             | 3 de desembre de 2004  | Kitt Peak            | Spacewatch        |
| 401098 | 2011 UO189             | 23 de juny de 2007     | Kitt Peak            | Spacewatch        |
| 401099 | 2011 UZ189             | 19 d'abril de 2007     | Mount Lemmon         | Mt. Lemmon Survey |
| 401100 | 2011 UQ190             | 23 de setembre de 2011 | Kitt Peak            | Spacewatch        |

## 401101-401200
| Nom    | Designació provisional | Data de descobriment   | Lloc de descobriment | Descobridor/s          |
| ------ | ---------------------- | ---------------------- | -------------------- | ---------------------- |
| 401101 | 2011 UD197             | 21 d'octubre de 2011   | Kitt Peak            | Spacewatch             |
| 401102 | 2011 UQ202             | 10 de desembre de 2004 | Kitt Peak            | Spacewatch             |
| 401103 | 2011 UJ209             | 9 d'octubre de 2007    | Kitt Peak            | Spacewatch             |
| 401104 | 2011 UO218             | 18 de setembre de 2007 | Kitt Peak            | Spacewatch             |
| 401105 | 2011 UQ218             | 15 d'abril de 2010     | Mount Lemmon         | Mt. Lemmon Survey      |
| 401106 | 2011 UQ242             | 22 d'octubre de 2011   | Kitt Peak            | Spacewatch             |
| 401107 | 2011 UY242             | 12 de setembre de 2010 | Mount Lemmon         | Mt. Lemmon Survey      |
| 401108 | 2011 UN243             | 5 de maig de 2010      | Mount Lemmon         | Mt. Lemmon Survey      |
| 401109 | 2011 UE245             | 9 de febrer de 2005    | Mount Lemmon         | Mt. Lemmon Survey      |
| 401110 | 2011 UQ251             | 30 de setembre de 2006 | Catalina             | CSS                    |
| 401111 | 2011 UP253             | 18 d'abril de 2009     | Mount Lemmon         | Mt. Lemmon Survey      |
| 401112 | 2011 UQ256             | 18 d'octubre de 2011   | Mount Lemmon         | Mt. Lemmon Survey      |
| 401113 | 2011 UN260             | 13 d'octubre de 2004   | Kitt Peak            | Spacewatch             |
| 401114 | 2011 UZ267             | 18 de novembre de 2003 | Kitt Peak            | Spacewatch             |
| 401115 | 2011 UP268             | 7 de novembre de 2007  | Mount Lemmon         | Mt. Lemmon Survey      |
| 401116 | 2011 US268             | 30 de desembre de 2008 | Kitt Peak            | Spacewatch             |
| 401117 | 2011 UF275             | 23 d'octubre de 2011   | Kitt Peak            | Spacewatch             |
| 401118 | 2011 UL275             | 16 de desembre de 2007 | Kitt Peak            | Spacewatch             |
| 401119 | 2011 UB277             | 5 de setembre de 1999  | Kitt Peak            | Spacewatch             |
| 401120 | 2011 US280             | 8 d'octubre de 2004    | Kitt Peak            | Spacewatch             |
| 401121 | 2011 UF281             | 25 de novembre de 2000 | Kitt Peak            | Spacewatch             |
| 401122 | 2011 UE284             | 28 d'octubre de 2011   | Kitt Peak            | Spacewatch             |
| 401123 | 2011 UW286             | 16 de gener de 2004    | Kitt Peak            | Spacewatch             |
| 401124 | 2011 UA293             | 9 d'abril de 2010      | Kitt Peak            | Spacewatch             |
| 401125 | 2011 UF293             | 3 de desembre de 2004  | Kitt Peak            | Spacewatch             |
| 401126 | 2011 UZ294             | 15 de maig de 2004     | Campo Imperatore     | CINEOS                 |
| 401127 | 2011 US299             | 6 d'octubre de 2005    | Kitt Peak            | Spacewatch             |
| 401128 | 2011 US306             | 2 d'octubre de 1997    | Caussols             | ODAS                   |
| 401129 | 2011 UW307             | 20 de novembre de 2000 | Socorro              | LINEAR                 |
| 401130 | 2011 UJ309             | 30 de desembre de 2008 | Mount Lemmon         | Mt. Lemmon Survey      |
| 401131 | 2011 UL314             | 11 de setembre de 2007 | Kitt Peak            | Spacewatch             |
| 401132 | 2011 UF316             | 7 d'abril de 2010      | Kitt Peak            | Spacewatch             |
| 401133 | 2011 UE317             | 24 de setembre de 2011 | Mount Lemmon         | Mt. Lemmon Survey      |
| 401134 | 2011 UX326             | 23 de setembre de 2006 | Kitt Peak            | Spacewatch             |
| 401135 | 2011 UN336             | 11 de novembre de 2004 | Kitt Peak            | Spacewatch             |
| 401136 | 2011 UN338             | 8 d'abril de 2010      | Kitt Peak            | Spacewatch             |
| 401137 | 2011 UL361             | 17 de maig de 2005     | Mount Lemmon         | Mt. Lemmon Survey      |
| 401138 | 2011 UC371             | 5 de maig de 2003      | Anderson Mesa        | LONEOS                 |
| 401139 | 2011 UB376             | 7 d'octubre de 2004    | Kitt Peak            | Spacewatch             |
| 401140 | 2011 UW379             | 10 d'octubre de 2004   | Kitt Peak            | Spacewatch             |
| 401141 | 2011 UP384             | 3 d'agost de 1999      | Kitt Peak            | Spacewatch             |
| 401142 | 2011 UX386             | 26 de setembre de 2006 | Catalina             | CSS                    |
| 401143 | 2011 UL398             | 21 de juny de 2010     | Mount Lemmon         | Mt. Lemmon Survey      |
| 401144 | 2011 UL399             | 22 d'agost de 2007     | Anderson Mesa        | LONEOS                 |
| 401145 | 2011 UU404             | 3 d'octubre de 2011    | XuYi                 | PMO NEO Survey Program |
| 401146 | 2011 VD9               | 27 de setembre de 2000 | Socorro              | LINEAR                 |
| 401147 | 2011 VY10              | 20 de març de 2010     | Kitt Peak            | Spacewatch             |
| 401148 | 2011 VO11              | 27 de novembre de 2006 | Kitt Peak            | Spacewatch             |
| 401149 | 2011 VK12              | 22 d'abril de 2009     | Mount Lemmon         | Mt. Lemmon Survey      |
| 401150 | 2011 VH13              | 15 de novembre de 1998 | Kitt Peak            | Spacewatch             |
| 401151 | 2011 VP13              | 21 de setembre de 2001 | Socorro              | LINEAR                 |
| 401152 | 2011 VJ16              | 23 de setembre de 2011 | Kitt Peak            | Spacewatch             |
| 401153 | 2011 WQ1               | 26 de juliol de 2006   | Siding Spring        | Siding Spring Survey   |
| 401154 | 2011 WD2               | 17 de setembre de 2006 | Catalina             | CSS                    |
| 401155 | 2011 WB4               | 2 d'abril de 2005      | Mount Lemmon         | Mt. Lemmon Survey      |
| 401156 | 2011 WF15              | 20 de novembre de 2003 | Socorro              | LINEAR                 |
| 401157 | 2011 WQ16              | 4 de desembre de 2007  | Mount Lemmon         | Mt. Lemmon Survey      |
| 401158 | 2011 WP27              | 6 de gener de 2005     | Socorro              | LINEAR                 |
| 401159 | 2011 WR35              | 23 de novembre de 2011 | Kitt Peak            | Spacewatch             |
| 401160 | 2011 WY43              | 12 de desembre de 2006 | Kitt Peak            | Spacewatch             |
| 401161 | 2011 WK48              | 16 de maig de 2009     | Mount Lemmon         | Mt. Lemmon Survey      |
| 401162 | 2011 WN53              | 1 d'octubre de 2000    | Anderson Mesa        | LONEOS                 |
| 401163 | 2011 WU53              | 1 de març de 2008      | Kitt Peak            | Spacewatch             |
| 401164 | 2011 WV53              | 8 d'abril de 2010      | Kitt Peak            | Spacewatch             |
| 401165 | 2011 WX54              | 27 d'octubre de 2011   | Mount Lemmon         | Mt. Lemmon Survey      |
| 401166 | 2011 WY54              | 15 d'octubre de 2007   | Kitt Peak            | Spacewatch             |
| 401167 | 2011 WZ54              | 10 d'octubre de 2007   | Mount Lemmon         | Mt. Lemmon Survey      |
| 401168 | 2011 WJ59              | 21 d'octubre de 2011   | Mount Lemmon         | Mt. Lemmon Survey      |
| 401169 | 2011 WE60              | 15 de desembre de 2007 | Mount Lemmon         | Mt. Lemmon Survey      |
| 401170 | 2011 WQ63              | 1 de juny de 2010      | WISE                 | WISE                   |
| 401171 | 2011 WD65              | 9 de desembre de 2006  | Kitt Peak            | Spacewatch             |
| 401172 | 2011 WS65              | 25 de setembre de 2005 | Kitt Peak            | Spacewatch             |
| 401173 | 2011 WH70              | 23 d'octubre de 2004   | Kitt Peak            | Spacewatch             |
| 401174 | 2011 WM70              | 23 d'octubre de 2004   | Kitt Peak            | Spacewatch             |
| 401175 | 2011 WV88              | 9 de febrer de 2008    | Catalina             | CSS                    |
| 401176 | 2011 WN94              | 21 d'abril de 2009     | Mount Lemmon         | Mt. Lemmon Survey      |
| 401177 | 2011 WT96              | 31 de març de 2003     | Kitt Peak            | Spacewatch             |
| 401178 | 2011 WF97              | 20 d'octubre de 2006   | Kitt Peak            | Spacewatch             |
| 401179 | 2011 WA98              | 10 de maig de 2005     | Kitt Peak            | Spacewatch             |
| 401180 | 2011 WF99              | 17 de desembre de 2001 | Socorro              | LINEAR                 |
| 401181 | 2011 WL102             | 4 de maig de 2010      | WISE                 | WISE                   |
| 401182 | 2011 WD103             | 8 de juny de 2010      | WISE                 | WISE                   |
| 401183 | 2011 WE103             | 1 de novembre de 2006  | Mount Lemmon         | Mt. Lemmon Survey      |
| 401184 | 2011 WM104             | 15 d'abril de 2008     | Mount Lemmon         | Mt. Lemmon Survey      |
| 401185 | 2011 WE108             | 11 d'octubre de 2005   | Kitt Peak            | Spacewatch             |
| 401186 | 2011 WJ109             | 30 de setembre de 2003 | Kitt Peak            | Spacewatch             |
| 401187 | 2011 WS113             | 8 de novembre de 2007  | Mount Lemmon         | Mt. Lemmon Survey      |
| 401188 | 2011 WV115             | 31 de gener de 2009    | Kitt Peak            | Spacewatch             |
| 401189 | 2011 WA120             | 12 de desembre de 2004 | Kitt Peak            | Spacewatch             |
| 401190 | 2011 WP120             | 10 de desembre de 2004 | Socorro              | LINEAR                 |
| 401191 | 2011 WL125             | 13 d'octubre de 2007   | Catalina             | CSS                    |
| 401192 | 2011 WN127             | 23 de juny de 2007     | Kitt Peak            | Spacewatch             |
| 401193 | 2011 WD134             | 17 de novembre de 2011 | Kitt Peak            | Spacewatch             |
| 401194 | 2011 WX137             | 8 de maig de 2005      | Kitt Peak            | Spacewatch             |
| 401195 | 2011 WJ139             | 1 de novembre de 2011  | Mount Lemmon         | Mt. Lemmon Survey      |
| 401196 | 2011 WO139             | 27 d'octubre de 2006   | Catalina             | CSS                    |
| 401197 | 2011 WQ142             | 18 d'octubre de 2011   | Kitt Peak            | Spacewatch             |
| 401198 | 2011 WS145             | 4 de febrer de 2005    | Kitt Peak            | Spacewatch             |
| 401199 | 2011 WJ153             | 4 de juliol de 2010    | Kitt Peak            | Spacewatch             |
| 401200 | 2011 YC1               | 18 de setembre de 2010 | Mount Lemmon         | Mt. Lemmon Survey      |

## 401201-401300
| Nom    | Designació provisional | Data de descobriment   | Lloc de descobriment | Descobridor/s        |
| ------ | ---------------------- | ---------------------- | -------------------- | -------------------- |
| 401201 | 2011 YR1               | 13 de juny de 2007     | Catalina             | CSS                  |
| 401202 | 2011 YD7               | 18 de novembre de 2011 | Mount Lemmon         | Mt. Lemmon Survey    |
| 401203 | 2011 YF7               | 18 de novembre de 2007 | Kitt Peak            | Spacewatch           |
| 401204 | 2011 YC8               | 16 de novembre de 2006 | Kitt Peak            | Spacewatch           |
| 401205 | 2011 YE13              | 22 d'octubre de 2006   | Mount Lemmon         | Mt. Lemmon Survey    |
| 401206 | 2011 YU19              | 14 d'abril de 2008     | Mount Lemmon         | Mt. Lemmon Survey    |
| 401207 | 2011 YN20              | 19 de gener de 2008    | Mount Lemmon         | Mt. Lemmon Survey    |
| 401208 | 2011 YA25              | 9 de novembre de 2007  | Mount Lemmon         | Mt. Lemmon Survey    |
| 401209 | 2011 YO26              | 25 de desembre de 2011 | Kitt Peak            | Spacewatch           |
| 401210 | 2011 YD32              | 26 de desembre de 2011 | Kitt Peak            | Spacewatch           |
| 401211 | 2011 YL37              | 27 d'agost de 2006     | Kitt Peak            | Spacewatch           |
| 401212 | 2011 YZ37              | 28 d'abril de 2008     | Mount Lemmon         | Mt. Lemmon Survey    |
| 401213 | 2011 YY42              | 12 de gener de 2008    | Kitt Peak            | Spacewatch           |
| 401214 | 2011 YF44              | 2 de juliol de 2010    | WISE                 | WISE                 |
| 401215 | 2011 YM44              | 23 d'octubre de 2006   | Mount Lemmon         | Mt. Lemmon Survey    |
| 401216 | 2011 YF45              | 21 de juny de 2010     | WISE                 | WISE                 |
| 401217 | 2011 YD46              | 16 de febrer de 2007   | Catalina             | CSS                  |
| 401218 | 2011 YW57              | 5 de desembre de 2007  | Kitt Peak            | Spacewatch           |
| 401219 | 2011 YF59              | 27 d'abril de 2009     | Kitt Peak            | Spacewatch           |
| 401220 | 2011 YG64              | 13 de desembre de 2006 | Mount Lemmon         | Mt. Lemmon Survey    |
| 401221 | 2011 YD67              | 12 de novembre de 2010 | Mount Lemmon         | Mt. Lemmon Survey    |
| 401222 | 2011 YG69              | 13 d'abril de 2005     | Catalina             | CSS                  |
| 401223 | 2011 YA71              | 15 de maig de 2008     | Mount Lemmon         | Mt. Lemmon Survey    |
| 401224 | 2011 YK77              | 26 de juny de 1997     | Kitt Peak            | Spacewatch           |
| 401225 | 2012 AR4               | 29 d'agost de 2006     | Anderson Mesa        | LONEOS               |
| 401226 | 2012 AE6               | 7 d'octubre de 2004    | Socorro              | LINEAR               |
| 401227 | 2012 AN7               | 11 d'octubre de 2010   | Mount Lemmon         | Mt. Lemmon Survey    |
| 401228 | 2012 AL8               | 10 de febrer de 1999   | Kitt Peak            | Spacewatch           |
| 401229 | 2012 AS9               | 27 d'agost de 2006     | Anderson Mesa        | LONEOS               |
| 401230 | 2012 AN13              | 11 d'octubre de 2010   | Catalina             | CSS                  |
| 401231 | 2012 AK14              | 15 de desembre de 2007 | Kitt Peak            | Spacewatch           |
| 401232 | 2012 AC17              | 22 de febrer de 2007   | Catalina             | CSS                  |
| 401233 | 2012 AW18              | 30 d'octubre de 2010   | Mount Lemmon         | Mt. Lemmon Survey    |
| 401234 | 2012 AM23              | 5 de juliol de 2005    | Kitt Peak            | Spacewatch           |
| 401235 | 2012 AH24              | 15 de setembre de 2009 | Mount Lemmon         | Mt. Lemmon Survey    |
| 401236 | 2012 BH5               | 18 de setembre de 2003 | Kitt Peak            | Spacewatch           |
| 401237 | 2012 BM6               | 16 de gener de 2004    | Kitt Peak            | Spacewatch           |
| 401238 | 2012 BW9               | 16 de març de 2007     | Kitt Peak            | Spacewatch           |
| 401239 | 2012 BA18              | 16 de juny de 2010     | WISE                 | WISE                 |
| 401240 | 2012 BR20              | 2 de febrer de 2008    | Kitt Peak            | Spacewatch           |
| 401241 | 2012 BQ22              | 13 de novembre de 2010 | Mount Lemmon         | Mt. Lemmon Survey    |
| 401242 | 2012 BD24              | 18 de setembre de 2010 | Mount Lemmon         | Mt. Lemmon Survey    |
| 401243 | 2012 BR24              | 4 de gener de 2012     | Mount Lemmon         | Mt. Lemmon Survey    |
| 401244 | 2012 BR34              | 24 de desembre de 2005 | Kitt Peak            | Spacewatch           |
| 401245 | 2012 BC36              | 2 de febrer de 2008    | Kitt Peak            | Spacewatch           |
| 401246 | 2012 BA48              | 1 de febrer de 2003    | Socorro              | LINEAR               |
| 401247 | 2012 BM52              | 3 de febrer de 2008    | Kitt Peak            | Spacewatch           |
| 401248 | 2012 BC56              | 21 de gener de 2012    | Kitt Peak            | Spacewatch           |
| 401249 | 2012 BV62              | 27 de gener de 2007    | Mount Lemmon         | Mt. Lemmon Survey    |
| 401250 | 2012 BE63              | 13 de desembre de 2006 | Mount Lemmon         | Mt. Lemmon Survey    |
| 401251 | 2012 BW73              | 14 de novembre de 2010 | Kitt Peak            | Spacewatch           |
| 401252 | 2012 BB78              | 7 de setembre de 1997  | Caussols             | ODAS                 |
| 401253 | 2012 BY79              | 22 de febrer de 2007   | Kitt Peak            | Spacewatch           |
| 401254 | 2012 BW84              | 17 de gener de 2007    | Kitt Peak            | Spacewatch           |
| 401255 | 2012 BD88              | 16 de març de 2007     | Kitt Peak            | Spacewatch           |
| 401256 | 2012 BH88              | 12 de gener de 1996    | Kitt Peak            | Spacewatch           |
| 401257 | 2012 BW90              | 13 de maig de 2004     | Kitt Peak            | Spacewatch           |
| 401258 | 2012 BH92              | 21 de desembre de 2006 | Mount Lemmon         | Mt. Lemmon Survey    |
| 401259 | 2012 BG93              | 1 d'abril de 2008      | Mount Lemmon         | Mt. Lemmon Survey    |
| 401260 | 2012 BJ99              | 27 de desembre de 2005 | Kitt Peak            | Spacewatch           |
| 401261 | 2012 BK105             | 2 de novembre de 2010  | Kitt Peak            | Spacewatch           |
| 401262 | 2012 BV110             | 19 de febrer de 2001   | Socorro              | LINEAR               |
| 401263 | 2012 BD112             | 8 d'agost de 2004      | Socorro              | LINEAR               |
| 401264 | 2012 BA123             | 27 d'abril de 2008     | Mount Lemmon         | Mt. Lemmon Survey    |
| 401265 | 2012 BR130             | 1 d'abril de 2008      | Kitt Peak            | Spacewatch           |
| 401266 | 2012 BZ131             | 17 de febrer de 2001   | Socorro              | LINEAR               |
| 401267 | 2012 BF133             | 3 de maig de 2008      | Kitt Peak            | Spacewatch           |
| 401268 | 2012 BG143             | 26 de maig de 2008     | Mount Lemmon         | Mt. Lemmon Survey    |
| 401269 | 2012 BE144             | 29 de novembre de 2005 | Kitt Peak            | Spacewatch           |
| 401270 | 2012 CY9               | 4 de gener de 2012     | Mount Lemmon         | Mt. Lemmon Survey    |
| 401271 | 2012 CX10              | 31 d'agost de 2003     | Kitt Peak            | Spacewatch           |
| 401272 | 2012 CG11              | 21 de febrer de 2007   | Mount Lemmon         | Mt. Lemmon Survey    |
| 401273 | 2012 CY14              | 18 d'agost de 2009     | Kitt Peak            | Spacewatch           |
| 401274 | 2012 CY24              | 28 de desembre de 2005 | Kitt Peak            | Spacewatch           |
| 401275 | 2012 CO25              | 13 de març de 2007     | Kitt Peak            | Spacewatch           |
| 401276 | 2012 CX38              | 8 de maig de 2008      | Mount Lemmon         | Mt. Lemmon Survey    |
| 401277 | 2012 CG41              | 8 de setembre de 2004  | Socorro              | LINEAR               |
| 401278 | 2012 CL41              | 8 de febrer de 2008    | Kitt Peak            | Spacewatch           |
| 401279 | 2012 CD45              | 3 de juliol de 2003    | Kitt Peak            | Spacewatch           |
| 401280 | 2012 CX52              | 22 de novembre de 2005 | Catalina             | CSS                  |
| 401281 | 2012 CU53              | 27 de desembre de 2005 | Kitt Peak            | Spacewatch           |
| 401282 | 2012 DD5               | 30 d'abril de 2008     | Mount Lemmon         | Mt. Lemmon Survey    |
| 401283 | 2012 DN11              | 28 de novembre de 2005 | Kitt Peak            | Spacewatch           |
| 401284 | 2012 DC19              | 7 de novembre de 2010  | Mount Lemmon         | Mt. Lemmon Survey    |
| 401285 | 2012 DZ26              | 3 d'agost de 2008      | Siding Spring        | Siding Spring Survey |
| 401286 | 2012 DE32              | 27 d'agost de 2009     | Kitt Peak            | Spacewatch           |
| 401287 | 2012 DA41              | 30 de setembre de 2005 | Mount Lemmon         | Mt. Lemmon Survey    |
| 401288 | 2012 DU44              | 16 de febrer de 2001   | Kitt Peak            | Spacewatch           |
| 401289 | 2012 DB55              | 13 de setembre de 2005 | Catalina             | CSS                  |
| 401290 | 2012 DH57              | 26 d'octubre de 2005   | Kitt Peak            | Spacewatch           |
| 401291 | 2012 DU62              | 24 de setembre de 2000 | Anderson Mesa        | LONEOS               |
| 401292 | 2012 DA80              | 29 d'octubre de 2005   | Mount Lemmon         | Mt. Lemmon Survey    |
| 401293 | 2012 DF80              | 7 de setembre de 2008  | Catalina             | CSS                  |
| 401294 | 2012 DZ92              | 27 de gener de 2007    | Mount Lemmon         | Mt. Lemmon Survey    |
| 401295 | 2012 FR                | 2 de febrer de 2006    | Mount Lemmon         | Mt. Lemmon Survey    |
| 401296 | 2012 FW31              | 26 d'abril de 2007     | Kitt Peak            | Spacewatch           |
| 401297 | 2012 FN42              | 19 de setembre de 2003 | Kitt Peak            | Spacewatch           |
| 401298 | 2012 FW81              | 16 de febrer de 2001   | Socorro              | LINEAR               |
| 401299 | 2012 GF34              | 19 de setembre de 2003 | Kitt Peak            | Spacewatch           |
| 401300 | 2012 HQ31              | 27 de març de 2004     | Socorro              | LINEAR               |

## 401301-401400
| Nom    | Designació provisional | Data de descobriment   | Lloc de descobriment | Descobridor/s        |
| ------ | ---------------------- | ---------------------- | -------------------- | -------------------- |
| 401301 | 2012 TE20              | 28 de maig de 2006     | Kitt Peak            | Spacewatch           |
| 401302 | 2012 TR187             | 18 d'octubre de 2003   | Anderson Mesa        | LONEOS               |
| 401303 | 2012 UR127             | 2 de març de 2011      | Catalina             | CSS                  |
| 401304 | 2012 UU127             | 17 de novembre de 2001 | Socorro              | LINEAR               |
| 401305 | 2012 WU4               | 26 de novembre de 2005 | Kitt Peak            | Spacewatch           |
| 401306 | 2012 WK24              | 24 de desembre de 2005 | Kitt Peak            | Spacewatch           |
| 401307 | 2012 XM34              | 30 de novembre de 2005 | Kitt Peak            | Spacewatch           |
| 401308 | 2012 XP51              | 24 d'abril de 2003     | Anderson Mesa        | LONEOS               |
| 401309 | 2012 XS55              | 11 de gener de 2005    | Socorro              | LINEAR               |
| 401310 | 2012 XT80              | 7 de novembre de 2012  | Mount Lemmon         | Mt. Lemmon Survey    |
| 401311 | 2012 XT142             | 9 de gener de 2002     | Socorro              | LINEAR               |
| 401312 | 2012 XQ151             | 5 de març de 2006      | Kitt Peak            | Spacewatch           |
| 401313 | 2012 XK156             | 19 de desembre de 2003 | Socorro              | LINEAR               |
| 401314 | 2012 YK1               | 12 de febrer de 2004   | Kitt Peak            | Spacewatch           |
| 401315 | 2013 AB1               | 3 de febrer de 2008    | Catalina             | CSS                  |
| 401316 | 2013 AU6               | 1 de desembre de 2008  | Mount Lemmon         | Mt. Lemmon Survey    |
| 401317 | 2013 AQ8               | 10 de desembre de 2012 | Kitt Peak            | Spacewatch           |
| 401318 | 2013 AE11              | 1 d'abril de 2009      | Catalina             | CSS                  |
| 401319 | 2013 AP15              | 8 de gener de 2007     | Kitt Peak            | Spacewatch           |
| 401320 | 2013 AR18              | 26 de febrer de 2009   | Catalina             | CSS                  |
| 401321 | 2013 AA22              | 6 de març de 2008      | Mount Lemmon         | Mt. Lemmon Survey    |
| 401322 | 2013 AH22              | 19 de gener de 2008    | Mount Lemmon         | Mt. Lemmon Survey    |
| 401323 | 2013 AY22              | 10 de gener de 2006    | Mount Lemmon         | Mt. Lemmon Survey    |
| 401324 | 2013 AD33              | 29 d'octubre de 2008   | Kitt Peak            | Spacewatch           |
| 401325 | 2013 AK39              | 8 de gener de 2010     | Mount Lemmon         | Mt. Lemmon Survey    |
| 401326 | 2013 AR40              | 14 de setembre de 2006 | Catalina             | CSS                  |
| 401327 | 2013 AG52              | 2 de febrer de 2009    | Mount Lemmon         | Mt. Lemmon Survey    |
| 401328 | 2013 AT54              | 17 de juny de 2010     | Mount Lemmon         | Mt. Lemmon Survey    |
| 401329 | 2013 AD55              | 16 de desembre de 2007 | Mount Lemmon         | Mt. Lemmon Survey    |
| 401330 | 2013 AU55              | 13 d'agost de 2007     | Siding Spring        | Siding Spring Survey |
| 401331 | 2013 AD58              | 21 de desembre de 2008 | Kitt Peak            | Spacewatch           |
| 401332 | 2013 AW58              | 10 de setembre de 2004 | Socorro              | LINEAR               |
| 401333 | 2013 AL68              | 5 de gener de 2002     | Kitt Peak            | Spacewatch           |
| 401334 | 2013 AA73              | 20 de novembre de 2007 | Mount Lemmon         | Mt. Lemmon Survey    |
| 401335 | 2013 AA75              | 29 de setembre de 2008 | Mount Lemmon         | Mt. Lemmon Survey    |
| 401336 | 2013 AU78              | 28 d'octubre de 2005   | Mount Lemmon         | Mt. Lemmon Survey    |
| 401337 | 2013 AM83              | 8 d'octubre de 2007    | Catalina             | CSS                  |
| 401338 | 2013 AU83              | 20 de gener de 2006    | Kitt Peak            | Spacewatch           |
| 401339 | 2013 AE85              | 21 de novembre de 2008 | Kitt Peak            | Spacewatch           |
| 401340 | 2013 AF89              | 31 de març de 2009     | Mount Lemmon         | Mt. Lemmon Survey    |
| 401341 | 2013 AH89              | 29 de novembre de 2003 | Kitt Peak            | Spacewatch           |
| 401342 | 2013 AU93              | 17 de novembre de 2007 | Kitt Peak            | Spacewatch           |
| 401343 | 2013 AK100             | 19 de gener de 2004    | Kitt Peak            | Spacewatch           |
| 401344 | 2013 AY101             | 7 de setembre de 2008  | Mount Lemmon         | Mt. Lemmon Survey    |
| 401345 | 2013 AJ103             | 27 de novembre de 2006 | Mount Lemmon         | Mt. Lemmon Survey    |
| 401346 | 2013 AL104             | 13 de gener de 2002    | Socorro              | LINEAR               |
| 401347 | 2013 AY118             | 14 de febrer de 2004   | Socorro              | LINEAR               |
| 401348 | 2013 AN119             | 25 d'octubre de 2005   | Kitt Peak            | Spacewatch           |
| 401349 | 2013 AG120             | 19 de març de 2009     | Kitt Peak            | Spacewatch           |
| 401350 | 2013 AZ123             | 24 de setembre de 2011 | Mount Lemmon         | Mt. Lemmon Survey    |
| 401351 | 2013 AG147             | 10 de maig de 2005     | Mount Lemmon         | Mt. Lemmon Survey    |
| 401352 | 2013 AY149             | 21 d'octubre de 2007   | Mount Lemmon         | Mt. Lemmon Survey    |
| 401353 | 2013 AF166             | 18 de gener de 2009    | Kitt Peak            | Spacewatch           |
| 401354 | 2013 BR4               | 22 de desembre de 2008 | Mount Lemmon         | Mt. Lemmon Survey    |
| 401355 | 2013 BX9               | 4 de febrer de 2009    | Catalina             | CSS                  |
| 401356 | 2013 BT21              | 4 d'octubre de 2004    | Kitt Peak            | Spacewatch           |
| 401357 | 2013 BD23              | 16 de maig de 2006     | Siding Spring        | Siding Spring Survey |
| 401358 | 2013 BM24              | 19 de novembre de 2003 | Kitt Peak            | Spacewatch           |
| 401359 | 2013 BK32              | 25 d'octubre de 2008   | Kitt Peak            | Spacewatch           |
| 401360 | 2013 BE37              | 6 de desembre de 2005  | Kitt Peak            | Spacewatch           |
| 401361 | 2013 BD39              | 13 de març de 2010     | Kitt Peak            | Spacewatch           |
| 401362 | 2013 BO39              | 4 de desembre de 2008  | Mount Lemmon         | Mt. Lemmon Survey    |
| 401363 | 2013 BZ39              | 5 d'abril de 2005      | Campo Imperatore     | CINEOS               |
| 401364 | 2013 BF43              | 29 de gener de 2009    | Mount Lemmon         | Mt. Lemmon Survey    |
| 401365 | 2013 BM45              | 12 de novembre de 2004 | Siding Spring        | Siding Spring Survey |
| 401366 | 2013 BF60              | 17 d'abril de 2009     | Mount Lemmon         | Mt. Lemmon Survey    |
| 401367 | 2013 BZ60              | 24 de novembre de 2008 | Mount Lemmon         | Mt. Lemmon Survey    |
| 401368 | 2013 BO63              | 29 de maig de 2010     | WISE                 | WISE                 |
| 401369 | 2013 BP63              | 18 de gener de 2013    | Kitt Peak            | Spacewatch           |
| 401370 | 2013 BM66              | 31 d'agost de 2011     | Siding Spring        | Siding Spring Survey |
| 401371 | 2013 BR66              | 8 de febrer de 2010    | WISE                 | WISE                 |
| 401372 | 2013 BE70              | 1 de novembre de 2006  | Catalina             | CSS                  |
| 401373 | 2013 BC76              | 24 de setembre de 2008 | Kitt Peak            | Spacewatch           |
| 401374 | 2013 BR77              | 23 de febrer de 2006   | Kitt Peak            | Spacewatch           |
| 401375 | 2013 CC                | 20 de desembre de 2004 | Mount Lemmon         | Mt. Lemmon Survey    |
| 401376 | 2013 CE                | 26 d'octubre de 2008   | Mount Lemmon         | Mt. Lemmon Survey    |
| 401377 | 2013 CN5               | 16 de desembre de 2007 | Mount Lemmon         | Mt. Lemmon Survey    |
| 401378 | 2013 CL8               | 8 de gener de 2006     | Mount Lemmon         | Mt. Lemmon Survey    |
| 401379 | 2013 CY11              | 21 de desembre de 2008 | Kitt Peak            | Spacewatch           |
| 401380 | 2013 CH18              | 21 de març de 2009     | Catalina             | CSS                  |
| 401381 | 2013 CO18              | 16 de gener de 2009    | Kitt Peak            | Spacewatch           |
| 401382 | 2013 CV19              | 17 de novembre de 2006 | Mount Lemmon         | Mt. Lemmon Survey    |
| 401383 | 2013 CC24              | 24 d'agost de 2007     | Kitt Peak            | Spacewatch           |
| 401384 | 2013 CV26              | 18 d'agost de 2003     | Campo Imperatore     | CINEOS               |
| 401385 | 2013 CO28              | 4 de desembre de 2007  | Catalina             | CSS                  |
| 401386 | 2013 CM32              | 24 d'abril de 2006     | Kitt Peak            | Spacewatch           |
| 401387 | 2013 CT32              | 16 de març de 2009     | Catalina             | CSS                  |
| 401388 | 2013 CH33              | 16 de novembre de 1998 | Kitt Peak            | Spacewatch           |
| 401389 | 2013 CB34              | 25 de febrer de 2009   | Siding Spring        | Siding Spring Survey |
| 401390 | 2013 CT37              | 29 de setembre de 2005 | Kitt Peak            | Spacewatch           |
| 401391 | 2013 CD38              | 29 de març de 2009     | Siding Spring        | Siding Spring Survey |
| 401392 | 2013 CN38              | 11 de setembre de 2006 | Catalina             | CSS                  |
| 401393 | 2013 CN43              | 3 de març de 2006      | Catalina             | CSS                  |
| 401394 | 2013 CP43              | 21 d'octubre de 2001   | Kitt Peak            | Spacewatch           |
| 401395 | 2013 CN44              | 1 de setembre de 2005  | Kitt Peak            | Spacewatch           |
| 401396 | 2013 CR45              | 22 de desembre de 2008 | Mount Lemmon         | Mt. Lemmon Survey    |
| 401397 | 2013 CR49              | 21 de novembre de 2003 | Kitt Peak            | Spacewatch           |
| 401398 | 2013 CU50              | 25 d'octubre de 2008   | Kitt Peak            | Spacewatch           |
| 401399 | 2013 CR51              | 31 de desembre de 2008 | Kitt Peak            | Spacewatch           |
| 401400 | 2013 CK54              | 19 de novembre de 2008 | Mount Lemmon         | Mt. Lemmon Survey    |

## 401401-401500
| Nom    | Designació provisional | Data de descobriment   | Lloc de descobriment | Descobridor/s                                          |
| ------ | ---------------------- | ---------------------- | -------------------- | ------------------------------------------------------ |
| 401401 | 2013 CL57              | 1 d'octubre de 2005    | Catalina             | CSS                                                    |
| 401402 | 2013 CY57              | 12 d'abril de 2008     | Catalina             | CSS                                                    |
| 401403 | 2013 CK61              | 9 de desembre de 1996  | Kitt Peak            | Spacewatch                                             |
| 401404 | 2013 CX61              | 9 d'abril de 2006      | Mount Lemmon         | Mt. Lemmon Survey                                      |
| 401405 | 2013 CA63              | 5 de desembre de 2007  | Kitt Peak            | Spacewatch                                             |
| 401406 | 2013 CG63              | 27 de febrer de 2009   | Kitt Peak            | Spacewatch                                             |
| 401407 | 2013 CL64              | 15 de setembre de 2006 | Kitt Peak            | Spacewatch                                             |
| 401408 | 2013 CP64              | 26 de febrer de 2009   | Kitt Peak            | Spacewatch                                             |
| 401409 | 2013 CO65              | 12 de febrer de 2004   | Kitt Peak            | Spacewatch                                             |
| 401410 | 2013 CT65              | 16 de novembre de 2006 | Mount Lemmon         | Mt. Lemmon Survey                                      |
| 401411 | 2013 CR66              | 29 de setembre de 2005 | Kitt Peak            | Spacewatch                                             |
| 401412 | 2013 CF67              | 25 de febrer de 2006   | Kitt Peak            | Spacewatch                                             |
| 401413 | 2013 CB69              | 23 de gener de 2006    | Mount Lemmon         | Mt. Lemmon Survey                                      |
| 401414 | 2013 CD70              | 5 de novembre de 2007  | Mount Lemmon         | Mt. Lemmon Survey                                      |
| 401415 | 2013 CP72              | 13 de juny de 2005     | Kitt Peak            | Spacewatch                                             |
| 401416 | 2013 CO73              | 13 de gener de 1994    | Kitt Peak            | Spacewatch                                             |
| 401417 | 2013 CP74              | 15 de gener de 2004    | Kitt Peak            | Spacewatch                                             |
| 401418 | 2013 CJ75              | 18 d'octubre de 1998   | Kitt Peak            | Spacewatch                                             |
| 401419 | 2013 CP77              | 8 de novembre de 2008  | Mount Lemmon         | Mt. Lemmon Survey                                      |
| 401420 | 2013 CJ81              | 11 de març de 2008     | Kitt Peak            | Spacewatch                                             |
| 401421 | 2013 CM81              | 27 de setembre de 2006 | Kitt Peak            | Spacewatch                                             |
| 401422 | 2013 CX81              | 3 de desembre de 2007  | Kitt Peak            | Spacewatch                                             |
| 401423 | 2013 CX82              | 15 d'octubre de 2007   | Kitt Peak            | Spacewatch                                             |
| 401424 | 2013 CR85              | 31 de gener de 2009    | Mount Lemmon         | Mt. Lemmon Survey                                      |
| 401425 | 2013 CB86              | 3 d'octubre de 2006    | Mount Lemmon         | Mt. Lemmon Survey                                      |
| 401426 | 2013 CT95              | 14 de gener de 2008    | Kitt Peak            | Spacewatch                                             |
| 401427 | 2013 CW98              | 14 de gener de 2008    | Kitt Peak            | Spacewatch                                             |
| 401428 | 2013 CO101             | 8 de gener de 2013     | Mount Lemmon         | Mt. Lemmon Survey                                      |
| 401429 | 2013 CE104             | 10 d'abril de 2005     | Kitt Peak            | Spacewatch                                             |
| 401430 | 2013 CE107             | 20 d'octubre de 2011   | Kitt Peak            | Spacewatch                                             |
| 401431 | 2013 CX107             | 4 de febrer de 2009    | Mount Lemmon         | Mt. Lemmon Survey                                      |
| 401432 | 2013 CS108             | 10 de setembre de 2007 | Mount Lemmon         | Mt. Lemmon Survey                                      |
| 401433 | 2013 CN110             | 4 de març de 2008      | Mount Lemmon         | Mt. Lemmon Survey                                      |
| 401434 | 2013 CX110             | 20 de juliol de 1999   | Anderson Mesa        | LONEOS                                                 |
| 401435 | 2013 CL111             | 11 de maig de 2010     | Mount Lemmon         | Mt. Lemmon Survey                                      |
| 401436 | 2013 CE116             | 9 de juny de 2010      | WISE                 | WISE                                                   |
| 401437 | 2013 CJ122             | 20 de desembre de 2004 | Mount Lemmon         | Mt. Lemmon Survey                                      |
| 401438 | 2013 CT123             | 17 de març de 2009     | Kitt Peak            | Spacewatch                                             |
| 401439 | 2013 CP126             | 6 de setembre de 2008  | Catalina             | CSS                                                    |
| 401440 | 2013 CJ130             | 9 de novembre de 2008  | Mount Lemmon         | Mt. Lemmon Survey                                      |
| 401441 | 2013 CE131             | 29 de setembre de 2005 | Kitt Peak            | Spacewatch                                             |
| 401442 | 2013 CM131             | 3 de març de 2006      | Mount Lemmon         | Mt. Lemmon Survey                                      |
| 401443 | 2013 CH132             | 8 de desembre de 1999  | Kitt Peak            | Spacewatch                                             |
| 401444 | 2013 CT134             | 27 de desembre de 2006 | Mount Lemmon         | Mt. Lemmon Survey                                      |
| 401445 | 2013 CJ135             | 17 de gener de 2009    | Kitt Peak            | Spacewatch                                             |
| 401446 | 2013 CY135             | 27 de gener de 2010    | WISE                 | WISE                                                   |
| 401447 | 2013 CG137             | 22 de gener de 2013    | Mount Lemmon         | Mt. Lemmon Survey                                      |
| 401448 | 2013 CH137             | 21 de febrer de 2001   | Kitt Peak            | Spacewatch                                             |
| 401449 | 2013 CJ137             | 18 de gener de 2009    | Kitt Peak            | Spacewatch                                             |
| 401450 | 2013 CR138             | 5 de febrer de 2009    | Mount Lemmon         | Mt. Lemmon Survey                                      |
| 401451 | 2013 CE139             | 25 de febrer de 2006   | Mount Lemmon         | Mt. Lemmon Survey                                      |
| 401452 | 2013 CL139             | 11 de gener de 2008    | Mount Lemmon         | Mt. Lemmon Survey                                      |
| 401453 | 2013 CL147             | 2 d'abril de 2009      | Kitt Peak            | Spacewatch                                             |
| 401454 | 2013 CE152             | 16 de març de 2010     | WISE                 | WISE                                                   |
| 401455 | 2013 CL156             | 4 de febrer de 2000    | Kitt Peak            | Spacewatch                                             |
| 401456 | 2013 CA160             | 13 d'octubre de 2005   | Kitt Peak            | Spacewatch                                             |
| 401457 | 2013 CW161             | 23 de gener de 2006    | Mount Lemmon         | Mt. Lemmon Survey                                      |
| 401458 | 2013 CM162             | 5 de maig de 2002      | Socorro              | LINEAR                                                 |
| 401459 | 2013 CG164             | 19 de desembre de 2007 | Kitt Peak            | Spacewatch                                             |
| 401460 | 2013 CE165             | 25 de gener de 2009    | Kitt Peak            | Spacewatch                                             |
| 401461 | 2013 CJ166             | 6 d'abril de 1994      | Kitt Peak            | Spacewatch                                             |
| 401462 | 2013 CJ169             | 2 de maig de 2006      | Mount Lemmon         | Mt. Lemmon Survey                                      |
| 401463 | 2013 CN169             | 29 d'abril de 2003     | Kitt Peak            | Spacewatch                                             |
| 401464 | 2013 CC170             | 16 de març de 2009     | Mount Lemmon         | Mt. Lemmon Survey                                      |
| 401465 | 2013 CP172             | 2 d'octubre de 2006    | Mount Lemmon         | Mt. Lemmon Survey                                      |
| 401466 | 2013 CQ173             | 2 de juliol de 1998    | Kitt Peak            | Spacewatch                                             |
| 401467 | 2013 CZ173             | 7 de gener de 2006     | Mount Lemmon         | Mt. Lemmon Survey                                      |
| 401468 | 2013 CS174             | 21 d'agost de 2006     | Kitt Peak            | Spacewatch                                             |
| 401469 | 2013 CJ175             | 31 d'octubre de 2011   | Kitt Peak            | Spacewatch                                             |
| 401470 | 2013 CE182             | 31 de desembre de 2007 | Kitt Peak            | Spacewatch                                             |
| 401471 | 2013 CA183             | 24 de novembre de 2008 | Mount Lemmon         | Mt. Lemmon Survey                                      |
| 401472 | 2013 CQ183             | 2 de gener de 2009     | Kitt Peak            | Spacewatch                                             |
| 401473 | 2013 CY187             | 28 de febrer de 2008   | Mount Lemmon         | Mt. Lemmon Survey                                      |
| 401474 | 2013 CG190             | 29 d'octubre de 2005   | Catalina             | CSS                                                    |
| 401475 | 2013 CE192             | 21 de novembre de 2008 | Mount Lemmon         | Mt. Lemmon Survey                                      |
| 401476 | 2013 CP194             | 5 de novembre de 2007  | Kitt Peak            | Spacewatch                                             |
| 401477 | 2013 CU195             | 21 de març de 2002     | Kitt Peak            | Spacewatch                                             |
| 401478 | 2013 CG196             | 21 de gener de 2002    | Kitt Peak            | Spacewatch                                             |
| 401479 | 2013 CJ198             | 12 de març de 2002     | Kitt Peak            | Spacewatch                                             |
| 401480 | 2013 CM204             | 14 d'abril de 2010     | Mount Lemmon         | Mt. Lemmon Survey                                      |
| 401481 | 2013 CT204             | 12 de març de 2008     | Kitt Peak            | Spacewatch                                             |
| 401482 | 2013 CQ206             | 16 d'octubre de 2007   | Kitt Peak            | Spacewatch                                             |
| 401483 | 2013 CX209             | 24 de setembre de 2000 | Socorro              | LINEAR                                                 |
| 401484 | 2013 CW210             | 5 de setembre de 2010  | Mount Lemmon         | Mt. Lemmon Survey                                      |
| 401485 | 2013 DS1               | 10 de febrer de 2002   | Socorro              | LINEAR                                                 |
| 401486 | 2013 DB3               | 2 d'abril de 2005      | Siding Spring        | Siding Spring Survey                                   |
| 401487 | 2013 DX4               | 18 de març de 2004     | Kitt Peak            | Spacewatch                                             |
| 401488 | 2013 DT5               | 15 de novembre de 2007 | Mount Lemmon         | Mt. Lemmon Survey                                      |
| 401489 | 2013 DY5               | 25 d'abril de 2000     | Kitt Peak            | Spacewatch                                             |
| 401490 | 2013 DV8               | 19 de setembre de 1973 | Palomar              | C. J. van Houten, I. van Houten-Groeneveld, T. Gehrels |
| 401491 | 2013 DK15              | 23 de gener de 2006    | Catalina             | CSS                                                    |
| 401492 | 2013 DB16              | 17 de desembre de 2003 | Kitt Peak            | Spacewatch                                             |
| 401493 | 2013 DC16              | 29 de setembre de 2003 | Kitt Peak            | Spacewatch                                             |
| 401494 | 2013 DG16              | 17 de juliol de 2010   | WISE                 | WISE                                                   |
| 401495 | 2013 EG3               | 22 d'agost de 2004     | Kitt Peak            | Spacewatch                                             |
| 401496 | 2013 ER10              | 31 d'octubre de 1999   | Kitt Peak            | Spacewatch                                             |
| 401497 | 2013 EB13              | 21 de desembre de 2006 | Mount Lemmon         | Mt. Lemmon Survey                                      |
| 401498 | 2013 EY15              | 8 d'abril de 2002      | Kitt Peak            | Spacewatch                                             |
| 401499 | 2013 EQ18              | 9 de setembre de 2007  | Kitt Peak            | Spacewatch                                             |
| 401500 | 2013 EX18              | 27 de febrer de 2006   | Kitt Peak            | Spacewatch                                             |

## 401501-401600
| Nom    | Designació provisional | Data de descobriment   | Lloc de descobriment | Descobridor/s     |
| ------ | ---------------------- | ---------------------- | -------------------- | ----------------- |
| 401501 | 2013 ER24              | 21 de març de 2004     | Kitt Peak            | Spacewatch        |
| 401502 | 2013 ES28              | 13 de setembre de 2007 | Mount Lemmon         | Mt. Lemmon Survey |
| 401503 | 2013 EY28              | 28 d'abril de 2009     | Catalina             | CSS               |
| 401504 | 2013 ED29              | 18 de setembre de 2006 | Kitt Peak            | Spacewatch        |
| 401505 | 2013 EW30              | 9 de febrer de 2008    | Mount Lemmon         | Mt. Lemmon Survey |
| 401506 | 2013 ER31              | 27 de desembre de 2006 | Mount Lemmon         | Mt. Lemmon Survey |
| 401507 | 2013 EE32              | 10 de març de 2003     | Kitt Peak            | Spacewatch        |
| 401508 | 2013 EM33              | 1 d'octubre de 2010    | Mount Lemmon         | Mt. Lemmon Survey |
| 401509 | 2013 EP34              | 15 de gener de 2007    | Kitt Peak            | Spacewatch        |
| 401510 | 2013 EV34              | 12 de setembre de 2007 | Kitt Peak            | Spacewatch        |
| 401511 | 2013 EY41              | 25 de febrer de 2006   | Kitt Peak            | Spacewatch        |
| 401512 | 2013 EO51              | 24 d'agost de 2007     | Kitt Peak            | Spacewatch        |
| 401513 | 2013 EP51              | 18 de juny de 2005     | Mount Lemmon         | Mt. Lemmon Survey |
| 401514 | 2013 EC58              | 28 d'agost de 2006     | Catalina             | CSS               |
| 401515 | 2013 ES58              | 11 d'octubre de 2004   | Kitt Peak            | Spacewatch        |
| 401516 | 2013 EC64              | 18 d'agost de 2006     | Kitt Peak            | Spacewatch        |
| 401517 | 2013 EU67              | 15 de març de 2008     | Kitt Peak            | Spacewatch        |
| 401518 | 2013 ES68              | 12 de març de 2005     | Kitt Peak            | Spacewatch        |
| 401519 | 2013 EF71              | 26 de setembre de 2006 | Kitt Peak            | Spacewatch        |
| 401520 | 2013 EF74              | 2 d'abril de 2005      | Kitt Peak            | Spacewatch        |
| 401521 | 2013 EW74              | 12 de febrer de 2008   | Kitt Peak            | Spacewatch        |
| 401522 | 2013 EX81              | 1 d'octubre de 2003    | Kitt Peak            | Spacewatch        |
| 401523 | 2013 EU86              | 19 de desembre de 2007 | Mount Lemmon         | Mt. Lemmon Survey |
| 401524 | 2013 EJ88              | 22 de febrer de 2004   | Kitt Peak            | Spacewatch        |
| 401525 | 2013 ED90              | 16 de març de 2004     | Catalina             | CSS               |
| 401526 | 2013 EG90              | 13 de maig de 2005     | Kitt Peak            | Spacewatch        |
| 401527 | 2013 ET91              | 17 de gener de 2007    | Kitt Peak            | Spacewatch        |
| 401528 | 2013 EO92              | 22 de desembre de 2003 | Socorro              | LINEAR            |
| 401529 | 2013 EO93              | 29 de març de 2000     | Kitt Peak            | Spacewatch        |
| 401530 | 2013 ES93              | 14 de març de 2004     | Socorro              | LINEAR            |
| 401531 | 2013 EQ94              | 18 de novembre de 2007 | Mount Lemmon         | Mt. Lemmon Survey |
| 401532 | 2013 EP98              | 21 d'agost de 2006     | Kitt Peak            | Spacewatch        |
| 401533 | 2013 EJ101             | 8 de febrer de 2007    | Mount Lemmon         | Mt. Lemmon Survey |
| 401534 | 2013 EK101             | 2 de novembre de 2010  | Mount Lemmon         | Mt. Lemmon Survey |
| 401535 | 2013 EY102             | 1 d'abril de 2008      | Kitt Peak            | Spacewatch        |
| 401536 | 2013 ED104             | 4 de març de 2000      | Socorro              | LINEAR            |
| 401537 | 2013 EQ105             | 18 de març de 2009     | Kitt Peak            | Spacewatch        |
| 401538 | 2013 EO108             | 21 d'octubre de 2006   | Mount Lemmon         | Mt. Lemmon Survey |
| 401539 | 2013 EF109             | 11 d'octubre de 2007   | Kitt Peak            | Spacewatch        |
| 401540 | 2013 EE110             | 19 de juny de 1998     | Kitt Peak            | Spacewatch        |
| 401541 | 2013 EQ110             | 6 d'abril de 2005      | Catalina             | CSS               |
| 401542 | 2013 ER110             | 10 de maig de 2005     | Mount Lemmon         | Mt. Lemmon Survey |
| 401543 | 2013 EU111             | 10 d'agost de 2010     | Kitt Peak            | Spacewatch        |
| 401544 | 2013 ES112             | 19 de novembre de 2007 | Mount Lemmon         | Mt. Lemmon Survey |
| 401545 | 2013 EG115             | 24 d'octubre de 2005   | Kitt Peak            | Spacewatch        |
| 401546 | 2013 ES120             | 14 de febrer de 2004   | Kitt Peak            | Spacewatch        |
| 401547 | 2013 EQ122             | 16 de setembre de 2006 | Kitt Peak            | Spacewatch        |
| 401548 | 2013 EF123             | 20 d'abril de 2006     | Kitt Peak            | Spacewatch        |
| 401549 | 2013 EV124             | 28 de març de 2009     | Mount Lemmon         | Mt. Lemmon Survey |
| 401550 | 2013 EK125             | 12 de novembre de 2006 | Mount Lemmon         | Mt. Lemmon Survey |
| 401551 | 2013 ES125             | 18 d'agost de 2009     | Kitt Peak            | Spacewatch        |
| 401552 | 2013 EK128             | 7 d'abril de 2003      | Kitt Peak            | Spacewatch        |
| 401553 | 2013 EL128             | 15 de març de 2004     | Socorro              | LINEAR            |
| 401554 | 2013 EO128             | 17 d'abril de 2008     | Mount Lemmon         | Mt. Lemmon Survey |
| 401555 | 2013 EP139             | 13 de març de 2007     | Mount Lemmon         | Mt. Lemmon Survey |
| 401556 | 2013 FO2               | 18 d'octubre de 2006   | Kitt Peak            | Spacewatch        |
| 401557 | 2013 FS2               | 24 d'octubre de 2011   | Kitt Peak            | Spacewatch        |
| 401558 | 2013 FB3               | 13 de setembre de 2005 | Catalina             | CSS               |
| 401559 | 2013 FL3               | 16 de febrer de 2007   | Catalina             | CSS               |
| 401560 | 2013 FY3               | 29 d'agost de 2006     | Catalina             | CSS               |
| 401561 | 2013 FW4               | 16 d'octubre de 2006   | Catalina             | CSS               |
| 401562 | 2013 FG5               | 3 d'octubre de 2006    | Mount Lemmon         | Mt. Lemmon Survey |
| 401563 | 2013 FH5               | 8 d'abril de 2006      | Kitt Peak            | Spacewatch        |
| 401564 | 2013 FJ5               | 7 de març de 2008      | Mount Lemmon         | Mt. Lemmon Survey |
| 401565 | 2013 FO5               | 20 de febrer de 2009   | Mount Lemmon         | Mt. Lemmon Survey |
| 401566 | 2013 FX5               | 13 de juny de 2005     | Mount Lemmon         | Mt. Lemmon Survey |
| 401567 | 2013 FW7               | 29 d'agost de 2009     | Kitt Peak            | Spacewatch        |
| 401568 | 2013 FM8               | 15 de gener de 2009    | Kitt Peak            | Spacewatch        |
| 401569 | 2013 FD13              | 2 de gener de 2012     | Kitt Peak            | Spacewatch        |
| 401570 | 2013 FB15              | 18 d'abril de 2009     | Kitt Peak            | Spacewatch        |
| 401571 | 2013 FY15              | 23 de novembre de 2006 | Kitt Peak            | Spacewatch        |
| 401572 | 2013 FJ17              | 10 de febrer de 2002   | Socorro              | LINEAR            |
| 401573 | 2013 FN17              | 5 de novembre de 2007  | Kitt Peak            | Spacewatch        |
| 401574 | 2013 FN20              | 28 d'agost de 2005     | Kitt Peak            | Spacewatch        |
| 401575 | 2013 FQ24              | 14 d'abril de 2005     | Kitt Peak            | Spacewatch        |
| 401576 | 2013 FC25              | 21 d'octubre de 2006   | Kitt Peak            | Spacewatch        |
| 401577 | 2013 FG25              | 12 d'agost de 2010     | Kitt Peak            | Spacewatch        |
| 401578 | 2013 FY25              | 18 de desembre de 2001 | Socorro              | LINEAR            |
| 401579 | 2013 FE26              | 11 d'abril de 2008     | Kitt Peak            | Spacewatch        |
| 401580 | 2013 FM27              | 21 de febrer de 2007   | Kitt Peak            | Spacewatch        |
| 401581 | 2013 FP27              | 29 de maig de 2003     | Kitt Peak            | Spacewatch        |
| 401582 | 2013 FV27              | 14 d'octubre de 2007   | Mount Lemmon         | Mt. Lemmon Survey |
| 401583 | 2013 GO1               | 21 de novembre de 2006 | Mount Lemmon         | Mt. Lemmon Survey |
| 401584 | 2013 GP1               | 25 de maig de 2006     | Kitt Peak            | Spacewatch        |
| 401585 | 2013 GS3               | 15 de setembre de 2004 | Kitt Peak            | Spacewatch        |
| 401586 | 2013 GM4               | 1 de novembre de 2005  | Mount Lemmon         | Mt. Lemmon Survey |
| 401587 | 2013 GT6               | 4 d'octubre de 2004    | Kitt Peak            | Spacewatch        |
| 401588 | 2013 GL9               | 10 de setembre de 2004 | Kitt Peak            | Spacewatch        |
| 401589 | 2013 GM9               | 17 de març de 2004     | Kitt Peak            | Spacewatch        |
| 401590 | 2013 GT9               | 18 de novembre de 2006 | Kitt Peak            | Spacewatch        |
| 401591 | 2013 GD10              | 28 d'agost de 2005     | Kitt Peak            | Spacewatch        |
| 401592 | 2013 GG10              | 16 de novembre de 2006 | Kitt Peak            | Spacewatch        |
| 401593 | 2013 GO14              | 12 de febrer de 2004   | Kitt Peak            | Spacewatch        |
| 401594 | 2013 GH15              | 21 de març de 2009     | Kitt Peak            | Spacewatch        |
| 401595 | 2013 GN20              | 10 de març de 2007     | Mount Lemmon         | Mt. Lemmon Survey |
| 401596 | 2013 GY20              | 14 de juliol de 2010   | WISE                 | WISE              |
| 401597 | 2013 GY21              | 11 de setembre de 2004 | Kitt Peak            | Spacewatch        |
| 401598 | 2013 GL22              | 6 de març de 2008      | Mount Lemmon         | Mt. Lemmon Survey |
| 401599 | 2013 GO24              | 14 de gener de 2012    | Mount Lemmon         | Mt. Lemmon Survey |
| 401600 | 2013 GZ24              | 18 de desembre de 2001 | Socorro              | LINEAR            |

## 401601-401700
| Nom    | Designació provisional | Data de descobriment   | Lloc de descobriment | Descobridor/s     |
| ------ | ---------------------- | ---------------------- | -------------------- | ----------------- |
| 401601 | 2013 GP25              | 24 de desembre de 2006 | Kitt Peak            | Spacewatch        |
| 401602 | 2013 GT25              | 13 de novembre de 2006 | Catalina             | CSS               |
| 401603 | 2013 GX25              | 21 de novembre de 2006 | Mount Lemmon         | Mt. Lemmon Survey |
| 401604 | 2013 GB26              | 13 d'abril de 2004     | Catalina             | CSS               |
| 401605 | 2013 GV26              | 11 d'octubre de 2007   | Catalina             | CSS               |
| 401606 | 2013 GW26              | 19 de setembre de 2006 | Catalina             | CSS               |
| 401607 | 2013 GV27              | 26 de novembre de 2005 | Catalina             | CSS               |
| 401608 | 2013 GD30              | 29 de desembre de 2011 | Mount Lemmon         | Mt. Lemmon Survey |
| 401609 | 2013 GH32              | 10 d'abril de 2005     | Mount Lemmon         | Mt. Lemmon Survey |
| 401610 | 2013 GR32              | 5 de setembre de 1996  | Kitt Peak            | Spacewatch        |
| 401611 | 2013 GO34              | 29 de juliol de 2010   | WISE                 | WISE              |
| 401612 | 2013 GV37              | 11 de maig de 2010     | WISE                 | WISE              |
| 401613 | 2013 GJ38              | 5 de març de 2008      | Kitt Peak            | Spacewatch        |
| 401614 | 2013 GP42              | 23 de març de 2006     | Kitt Peak            | Spacewatch        |
| 401615 | 2013 GS43              | 24 d'abril de 2004     | Kitt Peak            | Spacewatch        |
| 401616 | 2013 GK50              | 28 d'abril de 2004     | Kitt Peak            | Spacewatch        |
| 401617 | 2013 GA52              | 3 de novembre de 2010  | Kitt Peak            | Spacewatch        |
| 401618 | 2013 GK53              | 10 de gener de 2006    | Mount Lemmon         | Mt. Lemmon Survey |
| 401619 | 2013 GK54              | 30 de desembre de 2005 | Kitt Peak            | Spacewatch        |
| 401620 | 2013 GU54              | 29 d'octubre de 2010   | Kitt Peak            | Spacewatch        |
| 401621 | 2013 GQ56              | 21 d'octubre de 1995   | Kitt Peak            | Spacewatch        |
| 401622 | 2013 GC57              | 19 de març de 1996     | Kitt Peak            | Spacewatch        |
| 401623 | 2013 GZ58              | 2 d'abril de 2006      | Kitt Peak            | Spacewatch        |
| 401624 | 2013 GD61              | 21 de febrer de 2007   | Mount Lemmon         | Mt. Lemmon Survey |
| 401625 | 2013 GQ62              | 29 de desembre de 2011 | Kitt Peak            | Spacewatch        |
| 401626 | 2013 GZ66              | 25 d'octubre de 2005   | Kitt Peak            | Spacewatch        |
| 401627 | 2013 GJ67              | 11 de setembre de 2007 | Mount Lemmon         | Mt. Lemmon Survey |
| 401628 | 2013 GT70              | 6 de febrer de 2007    | Mount Lemmon         | Mt. Lemmon Survey |
| 401629 | 2013 GU72              | 1 d'octubre de 2005    | Kitt Peak            | Spacewatch        |
| 401630 | 2013 GP73              | 7 de novembre de 2007  | Kitt Peak            | Spacewatch        |
| 401631 | 2013 GF74              | 9 d'abril de 2003      | Kitt Peak            | Spacewatch        |
| 401632 | 2013 GD75              | 14 d'abril de 2008     | Kitt Peak            | Spacewatch        |
| 401633 | 2013 GR81              | 8 d'octubre de 2004    | Kitt Peak            | Spacewatch        |
| 401634 | 2013 GA82              | 2 de febrer de 2000    | Prescott             | P. G. Comba       |
| 401635 | 2013 GO82              | 31 de març de 2009     | Mount Lemmon         | Mt. Lemmon Survey |
| 401636 | 2013 GW83              | 27 de desembre de 2006 | Mount Lemmon         | Mt. Lemmon Survey |
| 401637 | 2013 GY83              | 30 de setembre de 2006 | Mount Lemmon         | Mt. Lemmon Survey |
| 401638 | 2013 GQ85              | 17 de setembre de 2009 | Mount Lemmon         | Mt. Lemmon Survey |
| 401639 | 2013 GL91              | 13 de març de 2007     | Kitt Peak            | Spacewatch        |
| 401640 | 2013 GA92              | 17 de setembre de 2006 | Catalina             | CSS               |
| 401641 | 2013 GB92              | 13 de novembre de 1999 | Kitt Peak            | Spacewatch        |
| 401642 | 2013 GW92              | 21 de gener de 2001    | Socorro              | LINEAR            |
| 401643 | 2013 GL93              | 16 de març de 2009     | Kitt Peak            | Spacewatch        |
| 401644 | 2013 GF94              | 9 de gener de 2002     | Socorro              | LINEAR            |
| 401645 | 2013 GF96              | 7 d'octubre de 2010    | Mount Lemmon         | Mt. Lemmon Survey |
| 401646 | 2013 GV97              | 23 d'octubre de 2006   | Kitt Peak            | Spacewatch        |
| 401647 | 2013 GA98              | 10 de febrer de 2007   | Catalina             | CSS               |
| 401648 | 2013 GO98              | 11 de setembre de 2004 | Kitt Peak            | Spacewatch        |
| 401649 | 2013 GN100             | 3 de desembre de 2010  | Mount Lemmon         | Mt. Lemmon Survey |
| 401650 | 2013 GN101             | 3 de novembre de 2010  | Kitt Peak            | Spacewatch        |
| 401651 | 2013 GY102             | 21 de desembre de 2003 | Socorro              | LINEAR            |
| 401652 | 2013 GO104             | 1 de desembre de 2003  | Kitt Peak            | Spacewatch        |
| 401653 | 2013 GA105             | 17 de setembre de 2006 | Kitt Peak            | Spacewatch        |
| 401654 | 2013 GS105             | 24 de novembre de 2006 | Mount Lemmon         | Mt. Lemmon Survey |
| 401655 | 2013 GX107             | 14 de març de 2007     | Mount Lemmon         | Mt. Lemmon Survey |
| 401656 | 2013 GR109             | 17 de gener de 2007    | Kitt Peak            | Spacewatch        |
| 401657 | 2013 GX109             | 21 de març de 2004     | Kitt Peak            | Spacewatch        |
| 401658 | 2013 GG111             | 9 de març de 2007      | Catalina             | CSS               |
| 401659 | 2013 GM111             | 13 de febrer de 2001   | Kitt Peak            | Spacewatch        |
| 401660 | 2013 GK112             | 13 d'octubre de 2010   | Mount Lemmon         | Mt. Lemmon Survey |
| 401661 | 2013 GN112             | 26 de desembre de 2005 | Kitt Peak            | Spacewatch        |
| 401662 | 2013 GO112             | 25 d'octubre de 2005   | Mount Lemmon         | Mt. Lemmon Survey |
| 401663 | 2013 GC113             | 4 de novembre de 1999  | Kitt Peak            | Spacewatch        |
| 401664 | 2013 GP113             | 10 d'octubre de 2005   | Catalina             | CSS               |
| 401665 | 2013 GV115             | 4 de febrer de 2006    | Kitt Peak            | Spacewatch        |
| 401666 | 2013 GD117             | 5 de desembre de 2002  | Kitt Peak            | Spacewatch        |
| 401667 | 2013 GX118             | 23 de setembre de 2004 | Kitt Peak            | Spacewatch        |
| 401668 | 2013 GX119             | 7 d'octubre de 2004    | Kitt Peak            | Spacewatch        |
| 401669 | 2013 GO120             | 23 de novembre de 2006 | Kitt Peak            | Spacewatch        |
| 401670 | 2013 GX121             | 10 d'octubre de 2004   | Kitt Peak            | Spacewatch        |
| 401671 | 2013 GB122             | 3 d'octubre de 1999    | Kitt Peak            | Spacewatch        |
| 401672 | 2013 GJ125             | 28 de desembre de 2005 | Kitt Peak            | Spacewatch        |
| 401673 | 2013 GO130             | 1 de novembre de 2006  | Mount Lemmon         | Mt. Lemmon Survey |
| 401674 | 2013 GZ130             | 20 de desembre de 2007 | Kitt Peak            | Spacewatch        |
| 401675 | 2013 GF131             | 27 de febrer de 2007   | Kitt Peak            | Spacewatch        |
| 401676 | 2013 GY131             | 6 d'abril de 2005      | Mount Lemmon         | Mt. Lemmon Survey |
| 401677 | 2013 GU132             | 6 de gener de 2012     | Kitt Peak            | Spacewatch        |
| 401678 | 2013 GA133             | 5 d'octubre de 2004    | Kitt Peak            | Spacewatch        |
| 401679 | 2013 GF134             | 14 de novembre de 1998 | Kitt Peak            | Spacewatch        |
| 401680 | 2013 GQ134             | 29 de març de 2008     | Kitt Peak            | Spacewatch        |
| 401681 | 2013 HF3               | 4 de desembre de 2010  | Mount Lemmon         | Mt. Lemmon Survey |
| 401682 | 2013 HL5               | 2 de gener de 2012     | Mount Lemmon         | Mt. Lemmon Survey |
| 401683 | 2013 HF8               | 2 de novembre de 2010  | Mount Lemmon         | Mt. Lemmon Survey |
| 401684 | 2013 HF9               | 5 de novembre de 2007  | Mount Lemmon         | Mt. Lemmon Survey |
| 401685 | 2013 HL10              | 2 de gener de 2012     | Mount Lemmon         | Mt. Lemmon Survey |
| 401686 | 2013 HB12              | 11 de març de 2007     | Kitt Peak            | Spacewatch        |
| 401687 | 2013 HJ13              | 13 d'abril de 2008     | Mount Lemmon         | Mt. Lemmon Survey |
| 401688 | 2013 HW13              | 27 de febrer de 2007   | Kitt Peak            | Spacewatch        |
| 401689 | 2013 HG15              | 12 d'octubre de 1996   | Kitt Peak            | Spacewatch        |
| 401690 | 2013 HP17              | 1 d'abril de 2008      | Kitt Peak            | Spacewatch        |
| 401691 | 2013 HJ18              | 5 de desembre de 2005  | Kitt Peak            | Spacewatch        |
| 401692 | 2013 HT20              | 3 de desembre de 2010  | Mount Lemmon         | Mt. Lemmon Survey |
| 401693 | 2013 HF22              | 16 de setembre de 2010 | Mount Lemmon         | Mt. Lemmon Survey |
| 401694 | 2013 HG23              | 15 d'abril de 2002     | Kitt Peak            | Spacewatch        |
| 401695 | 2013 HW23              | 12 de febrer de 2008   | Mount Lemmon         | Mt. Lemmon Survey |
| 401696 | 2013 HP26              | 5 de desembre de 2005  | Mount Lemmon         | Mt. Lemmon Survey |
| 401697 | 2013 HN28              | 22 de desembre de 2005 | Kitt Peak            | Spacewatch        |
| 401698 | 2013 HO30              | 26 de novembre de 2005 | Mount Lemmon         | Mt. Lemmon Survey |
| 401699 | 2013 HX30              | 4 d'octubre de 2006    | Mount Lemmon         | Mt. Lemmon Survey |
| 401700 | 2013 HN33              | 18 de novembre de 2006 | Mount Lemmon         | Mt. Lemmon Survey |

## 401701-401800
| Nom    | Designació provisional | Data de descobriment   | Lloc de descobriment | Descobridor/s          |
| ------ | ---------------------- | ---------------------- | -------------------- | ---------------------- |
| 401701 | 2013 HA36              | 17 d'octubre de 2010   | Mount Lemmon         | Mt. Lemmon Survey      |
| 401702 | 2013 HL39              | 29 d'octubre de 2010   | Mount Lemmon         | Mt. Lemmon Survey      |
| 401703 | 2013 HB40              | 27 de maig de 2008     | Kitt Peak            | Spacewatch             |
| 401704 | 2013 HW44              | 16 de setembre de 2010 | Kitt Peak            | Spacewatch             |
| 401705 | 2013 HT48              | 12 de novembre de 1999 | Kitt Peak            | Spacewatch             |
| 401706 | 2013 HH60              | 18 de gener de 2008    | Kitt Peak            | Spacewatch             |
| 401707 | 2013 HC68              | 21 d'agost de 2006     | Kitt Peak            | Spacewatch             |
| 401708 | 2013 HA69              | 14 d'octubre de 2001   | Socorro              | LINEAR                 |
| 401709 | 2013 HH69              | 19 de setembre de 1995 | Kitt Peak            | Spacewatch             |
| 401710 | 2013 HM79              | 27 de gener de 2007    | Kitt Peak            | Spacewatch             |
| 401711 | 2013 HD95              | 4 d'abril de 2003      | Kitt Peak            | Spacewatch             |
| 401712 | 2013 HU106             | 5 de setembre de 2010  | Mount Lemmon         | Mt. Lemmon Survey      |
| 401713 | 2013 HP114             | 15 de setembre de 2010 | Kitt Peak            | Spacewatch             |
| 401714 | 2013 HA116             | 18 d'octubre de 1998   | Kitt Peak            | Spacewatch             |
| 401715 | 2013 HS116             | 4 de desembre de 2005  | Kitt Peak            | Spacewatch             |
| 401716 | 2013 HY117             | 10 de març de 2005     | Mount Lemmon         | Mt. Lemmon Survey      |
| 401717 | 2013 HM118             | 30 de setembre de 2010 | Mount Lemmon         | Mt. Lemmon Survey      |
| 401718 | 2013 HB119             | 31 de març de 2008     | Mount Lemmon         | Mt. Lemmon Survey      |
| 401719 | 2013 HB122             | 26 de març de 2008     | Mount Lemmon         | Mt. Lemmon Survey      |
| 401720 | 2013 HK122             | 9 d'abril de 2008      | Kitt Peak            | Spacewatch             |
| 401721 | 2013 HH133             | 26 d'abril de 2008     | Mount Lemmon         | Mt. Lemmon Survey      |
| 401722 | 2013 HH146             | 5 d'abril de 2005      | Mount Lemmon         | Mt. Lemmon Survey      |
| 401723 | 2013 JD3               | 11 de novembre de 2005 | Kitt Peak            | Spacewatch             |
| 401724 | 2013 JR3               | 18 de setembre de 2009 | Kitt Peak            | Spacewatch             |
| 401725 | 2013 JS3               | 28 de novembre de 2005 | Kitt Peak            | Spacewatch             |
| 401726 | 2013 JG4               | 14 de desembre de 2004 | Socorro              | LINEAR                 |
| 401727 | 2013 JR4               | 8 d'octubre de 2004    | Kitt Peak            | Spacewatch             |
| 401728 | 2013 JE9               | 19 d'octubre de 2011   | Kitt Peak            | Spacewatch             |
| 401729 | 2013 JZ14              | 17 de desembre de 2006 | Mount Lemmon         | Mt. Lemmon Survey      |
| 401730 | 2013 JF16              | 16 de novembre de 1999 | Kitt Peak            | Spacewatch             |
| 401731 | 2013 JH20              | 30 d'agost de 2005     | Kitt Peak            | Spacewatch             |
| 401732 | 2013 JD23              | 18 d'abril de 2002     | Kitt Peak            | Spacewatch             |
| 401733 | 2013 JX23              | 20 de març de 2007     | Catalina             | CSS                    |
| 401734 | 2013 JW24              | 27 de gener de 2006    | Kitt Peak            | Spacewatch             |
| 401735 | 2013 JE26              | 26 de febrer de 2007   | Mount Lemmon         | Mt. Lemmon Survey      |
| 401736 | 2013 JK32              | 28 de setembre de 2003 | Socorro              | LINEAR                 |
| 401737 | 2013 JB33              | 18 de novembre de 2006 | Mount Lemmon         | Mt. Lemmon Survey      |
| 401738 | 2013 JB35              | 29 de novembre de 2005 | Mount Lemmon         | Mt. Lemmon Survey      |
| 401739 | 2013 JN35              | 3 de desembre de 2010  | Mount Lemmon         | Mt. Lemmon Survey      |
| 401740 | 2013 JP37              | 28 de novembre de 2006 | Kitt Peak            | Spacewatch             |
| 401741 | 2013 JZ42              | 16 de novembre de 1999 | Kitt Peak            | Spacewatch             |
| 401742 | 2013 JE43              | 15 d'octubre de 2004   | Kitt Peak            | Spacewatch             |
| 401743 | 2013 JM50              | 5 d'octubre de 2004    | Kitt Peak            | Spacewatch             |
| 401744 | 2013 JN51              | 29 d'agost de 2005     | Kitt Peak            | Spacewatch             |
| 401745 | 2013 JV51              | 5 de desembre de 2007  | Mount Lemmon         | Mt. Lemmon Survey      |
| 401746 | 2013 JL53              | 9 d'octubre de 2004    | Kitt Peak            | Spacewatch             |
| 401747 | 2013 JU54              | 30 de desembre de 2005 | Mount Lemmon         | Mt. Lemmon Survey      |
| 401748 | 2013 JT57              | 30 de desembre de 2005 | Kitt Peak            | Spacewatch             |
| 401749 | 2013 JY58              | 1 d'octubre de 2005    | Kitt Peak            | Spacewatch             |
| 401750 | 2013 JE59              | 18 de maig de 2004     | Campo Imperatore     | CINEOS                 |
| 401751 | 2013 JM60              | 28 d'octubre de 2010   | Mount Lemmon         | Mt. Lemmon Survey      |
| 401752 | 2013 JW60              | 19 de setembre de 2003 | Kitt Peak            | Spacewatch             |
| 401753 | 2013 JO61              | 29 d'octubre de 2010   | Kitt Peak            | Spacewatch             |
| 401754 | 2013 JN62              | 6 de desembre de 2005  | Kitt Peak            | Spacewatch             |
| 401755 | 2013 KL                | 28 d'octubre de 1994   | Kitt Peak            | Spacewatch             |
| 401756 | 2013 KW3               | 16 de març de 2007     | Kitt Peak            | Spacewatch             |
| 401757 | 2013 KV4               | 25 de desembre de 2005 | Kitt Peak            | Spacewatch             |
| 401758 | 2013 KY6               | 11 de novembre de 2007 | Mount Lemmon         | Mt. Lemmon Survey      |
| 401759 | 2013 KQ9               | 6 de novembre de 2010  | Mount Lemmon         | Mt. Lemmon Survey      |
| 401760 | 2013 KY12              | 19 de novembre de 2004 | Kitt Peak            | Spacewatch             |
| 401761 | 2013 KM16              | 29 de desembre de 2005 | Kitt Peak            | Spacewatch             |
| 401762 | 2013 LJ                | 1 de febrer de 2006    | Kitt Peak            | Spacewatch             |
| 401763 | 2013 LG4               | 24 d'abril de 2007     | Kitt Peak            | Spacewatch             |
| 401764 | 2013 LV11              | 17 de setembre de 2003 | Kitt Peak            | Spacewatch             |
| 401765 | 2013 LM18              | 7 de gener de 2006     | Mount Lemmon         | Mt. Lemmon Survey      |
| 401766 | 2013 LY18              | 14 d'octubre de 1998   | Kitt Peak            | Spacewatch             |
| 401767 | 2013 LN25              | 9 de novembre de 2004  | Catalina             | CSS                    |
| 401768 | 2013 MK1               | 22 de desembre de 2000 | Kitt Peak            | Spacewatch             |
| 401769 | 2013 MR7               | 16 d'octubre de 2009   | Catalina             | CSS                    |
| 401770 | 2013 UX11              | 5 de juliol de 2000    | Anderson Mesa        | LONEOS                 |
| 401771 | 2014 BN43              | 17 de novembre de 2006 | Kitt Peak            | Spacewatch             |
| 401772 | 2014 CU15              | 7 de març de 2003      | Socorro              | LINEAR                 |
| 401773 | 2014 CG19              | 9 de març de 2005      | Catalina             | CSS                    |
| 401774 | 2014 DS19              | 30 de març de 2003     | Kitt Peak            | Spacewatch             |
| 401775 | 2014 DK31              | 2 de febrer de 2005    | Kitt Peak            | Spacewatch             |
| 401776 | 2014 DU66              | 21 de setembre de 2007 | XuYi                 | PMO NEO Survey Program |
| 401777 | 2014 DH123             | 11 de març de 2005     | Mount Lemmon         | Mt. Lemmon Survey      |
| 401778 | 2014 DW140             | 8 de juny de 2004      | Kitt Peak            | Spacewatch             |
| 401779 | 2014 EJ12              | 5 de setembre de 2007  | Catalina             | CSS                    |
| 401780 | 2014 ET19              | 4 de setembre de 2007  | Catalina             | CSS                    |
| 401781 | 2014 EM23              | 28 de setembre de 2006 | Mount Lemmon         | Mt. Lemmon Survey      |
| 401782 | 2014 FZ1               | 3 de març de 2009      | Catalina             | CSS                    |
| 401783 | 2014 FA13              | 11 de novembre de 2007 | Mount Lemmon         | Mt. Lemmon Survey      |
| 401784 | 2014 FP23              | 11 d'octubre de 2007   | Mount Lemmon         | Mt. Lemmon Survey      |
| 401785 | 2014 FW41              | 18 de desembre de 2000 | Kitt Peak            | Spacewatch             |
| 401786 | 2014 FS46              | 14 de març de 2007     | Mount Lemmon         | Mt. Lemmon Survey      |
| 401787 | 2014 FY53              | 14 d'abril de 2004     | Kitt Peak            | Spacewatch             |
| 401788 | 2014 FB54              | 21 de juliol de 2004   | Siding Spring        | Siding Spring Survey   |
| 401789 | 2014 FU57              | 20 de febrer de 2001   | Socorro              | LINEAR                 |
| 401790 | 2014 GF18              | 23 de març de 2003     | Kitt Peak            | Spacewatch             |
| 401791 | 2014 GA28              | 21 de setembre de 2001 | Socorro              | LINEAR                 |
| 401792 | 2014 GM32              | 7 d'abril de 2003      | Kitt Peak            | Spacewatch             |
| 401793 | 2014 HS1               | 4 d'octubre de 2004    | Kitt Peak            | Spacewatch             |
| 401794 | 2014 HF10              | 18 d'abril de 2005     | Kitt Peak            | Spacewatch             |
| 401795 | 2014 HK13              | 17 de febrer de 2010   | Kitt Peak            | Spacewatch             |
| 401796 | 2014 HS22              | 16 de gener de 2008    | Mount Lemmon         | Mt. Lemmon Survey      |
| 401797 | 2014 HP26              | 13 de febrer de 2010   | Kitt Peak            | Spacewatch             |
| 401798 | 2014 HK32              | 13 de maig de 2005     | Mount Lemmon         | Mt. Lemmon Survey      |
| 401799 | 2014 HZ121             | 9 de febrer de 2005    | Socorro              | LINEAR                 |
| 401800 | 2014 HS128             | 16 de gener de 2005    | Kitt Peak            | Spacewatch             |

## 401801-401900
| Nom    | Designació provisional | Data de descobriment   | Lloc de descobriment | Descobridor/s                                          |
| ------ | ---------------------- | ---------------------- | -------------------- | ------------------------------------------------------ |
| 401801 | 2014 HS129             | 28 de febrer de 2009   | Catalina             | CSS                                                    |
| 401802 | 2014 HM130             | 4 de maig de 2005      | Kitt Peak            | Spacewatch                                             |
| 401803 | 2014 HB156             | 1 de març de 2009      | Kitt Peak            | Spacewatch                                             |
| 401804 | 2014 HR162             | 5 de febrer de 2000    | Kitt Peak            | Spacewatch                                             |
| 401805 | 2014 HK172             | 30 de juliol de 2006   | Siding Spring        | Siding Spring Survey                                   |
| 401806 | 2014 HN176             | 13 de juliol de 2004   | Siding Spring        | Siding Spring Survey                                   |
| 401807 | 2014 HP179             | 4 d'octubre de 2007    | Kitt Peak            | Spacewatch                                             |
| 401808 | 2014 JB24              | 25 de gener de 2006    | Mount Lemmon         | Mt. Lemmon Survey                                      |
| 401809 | 3195 T-2               | 30 de setembre de 1973 | Palomar              | C. J. van Houten, I. van Houten-Groeneveld, T. Gehrels |
| 401810 | 3165 T-3               | 16 d'octubre de 1977   | Palomar              | C. J. van Houten, I. van Houten-Groeneveld, T. Gehrels |
| 401811 | 1981 EM36              | 7 de març de 1981      | Siding Spring        | S. J. Bus                                              |
| 401812 | 1994 AV8               | 8 de gener de 1994     | Kitt Peak            | Spacewatch                                             |
| 401813 | 1994 RB5               | 5 de setembre de 1994  | Kitt Peak            | Spacewatch                                             |
| 401814 | 1994 WQ8               | 28 de novembre de 1994 | Kitt Peak            | Spacewatch                                             |
| 401815 | 1995 ME8               | 29 de juny de 1995     | Kitt Peak            | Spacewatch                                             |
| 401816 | 1995 SL76              | 20 de setembre de 1995 | Kitt Peak            | Spacewatch                                             |
| 401817 | 1995 SX77              | 30 de setembre de 1995 | Kitt Peak            | Spacewatch                                             |
| 401818 | 1995 UR21              | 19 d'octubre de 1995   | Kitt Peak            | Spacewatch                                             |
| 401819 | 1995 UD43              | 24 d'octubre de 1995   | Kitt Peak            | Spacewatch                                             |
| 401820 | 1996 SP7               | 30 de setembre de 1996 | Kleť                 | Klet                                                   |
| 401821 | 1997 SM7               | 23 de setembre de 1997 | Kitt Peak            | Spacewatch                                             |
| 401822 | 1997 YC18              | 24 de novembre de 1997 | Kitt Peak            | Spacewatch                                             |
| 401823 | 1998 QC60              | 26 d'agost de 1998     | Kitt Peak            | Spacewatch                                             |
| 401824 | 1998 QG71              | 17 d'agost de 1998     | Socorro              | LINEAR                                                 |
| 401825 | 1998 RH9               | 13 de setembre de 1998 | Kitt Peak            | Spacewatch                                             |
| 401826 | 1998 RR11              | 13 de setembre de 1998 | Kitt Peak            | Spacewatch                                             |
| 401827 | 1998 SH13              | 21 de setembre de 1998 | Caussols             | ODAS                                                   |
| 401828 | 1998 SC31              | 20 de setembre de 1998 | Kitt Peak            | Spacewatch                                             |
| 401829 | 1998 SX31              | 20 de setembre de 1998 | Kitt Peak            | Spacewatch                                             |
| 401830 | 1998 SZ126             | 26 de setembre de 1998 | Socorro              | LINEAR                                                 |
| 401831 | 1998 TD9               | 25 de setembre de 1998 | Kitt Peak            | Spacewatch                                             |
| 401832 | 1998 TO21              | 13 d'octubre de 1998   | Kitt Peak            | Spacewatch                                             |
| 401833 | 1998 WA36              | 19 de novembre de 1998 | Kitt Peak            | Spacewatch                                             |
| 401834 | 1999 TB167             | 10 d'octubre de 1999   | Socorro              | LINEAR                                                 |
| 401835 | 1999 TC263             | 9 d'octubre de 1999    | Kitt Peak            | Spacewatch                                             |
| 401836 | 1999 TX295             | 1 d'octubre de 1999    | Catalina             | CSS                                                    |
| 401837 | 1999 UV21              | 31 d'octubre de 1999   | Kitt Peak            | Spacewatch                                             |
| 401838 | 1999 UO32              | 31 d'octubre de 1999   | Kitt Peak            | Spacewatch                                             |
| 401839 | 1999 UE54              | 19 d'octubre de 1999   | Kitt Peak            | Spacewatch                                             |
| 401840 | 1999 UH56              | 20 d'octubre de 1999   | Kitt Peak            | Spacewatch                                             |
| 401841 | 1999 VZ75              | 5 de novembre de 1999  | Kitt Peak            | Spacewatch                                             |
| 401842 | 1999 VF84              | 6 de novembre de 1999  | Kitt Peak            | Spacewatch                                             |
| 401843 | 1999 VH88              | 4 de novembre de 1999  | Socorro              | LINEAR                                                 |
| 401844 | 1999 VM105             | 9 de novembre de 1999  | Socorro              | LINEAR                                                 |
| 401845 | 1999 VW116             | 5 de novembre de 1999  | Kitt Peak            | Spacewatch                                             |
| 401846 | 1999 WN5               | 28 de novembre de 1999 | Kitt Peak            | Spacewatch                                             |
| 401847 | 1999 WW19              | 16 de novembre de 1999 | Catalina             | CSS                                                    |
| 401848 | 1999 WE21              | 16 de novembre de 1999 | Kitt Peak            | Spacewatch                                             |
| 401849 | 1999 XY77              | 7 de desembre de 1999  | Socorro              | LINEAR                                                 |
| 401850 | 2000 AC90              | 5 de gener de 2000     | Socorro              | LINEAR                                                 |
| 401851 | 2000 AE207             | 3 de gener de 2000     | Kitt Peak            | Spacewatch                                             |
| 401852 | 2000 AJ219             | 31 de desembre de 1999 | Kitt Peak            | Spacewatch                                             |
| 401853 | 2000 DB58              | 29 de febrer de 2000   | Socorro              | LINEAR                                                 |
| 401854 | 2000 ER3               | 3 de març de 2000      | Socorro              | LINEAR                                                 |
| 401855 | 2000 HW79              | 28 d'abril de 2000     | Anderson Mesa        | LONEOS                                                 |
| 401856 | 2000 KW43              | 29 de maig de 2000     | Socorro              | LINEAR                                                 |
| 401857 | 2000 PG3               | 1 d'agost de 2000      | Socorro              | LINEAR                                                 |
| 401858 | 2000 QJ54              | 25 d'agost de 2000     | Socorro              | LINEAR                                                 |
| 401859 | 2000 QZ69              | 24 d'agost de 2000     | Socorro              | LINEAR                                                 |
| 401860 | 2000 QP93              | 26 d'agost de 2000     | Socorro              | LINEAR                                                 |
| 401861 | 2000 RB36              | 3 de setembre de 2000  | Kitt Peak            | Spacewatch                                             |
| 401862 | 2000 SA41              | 24 de setembre de 2000 | Socorro              | LINEAR                                                 |
| 401863 | 2000 SM101             | 24 de setembre de 2000 | Socorro              | LINEAR                                                 |
| 401864 | 2000 SP296             | 28 de setembre de 2000 | Socorro              | LINEAR                                                 |
| 401865 | 2000 TT1               | 1 d'octubre de 2000    | Socorro              | LINEAR                                                 |
| 401866 | 2000 TF24              | 2 d'octubre de 2000    | Socorro              | LINEAR                                                 |
| 401867 | 2000 TM25              | 2 d'octubre de 2000    | Socorro              | LINEAR                                                 |
| 401868 | 2000 VS41              | 1 de novembre de 2000  | Socorro              | LINEAR                                                 |
| 401869 | 2000 VZ51              | 3 de novembre de 2000  | Socorro              | LINEAR                                                 |
| 401870 | 2000 WZ10              | 22 de novembre de 2000 | Kitt Peak            | Spacewatch                                             |
| 401871 | 2000 WA44              | 21 de novembre de 2000 | Socorro              | LINEAR                                                 |
| 401872 | 2001 BR70              | 26 de gener de 2001    | Socorro              | LINEAR                                                 |
| 401873 | 2001 CF17              | 1 de febrer de 2001    | Socorro              | LINEAR                                                 |
| 401874 | 2001 FN60              | 19 de març de 2001     | Socorro              | LINEAR                                                 |
| 401875 | 2001 KW9               | 18 de maig de 2001     | Socorro              | LINEAR                                                 |
| 401876 | 2001 OH17              | 22 de juliol de 2001   | Ondřejov             | P. Pravec, L. Šarounová                                |
| 401877 | 2001 ON32              | 22 de juliol de 2001   | Ondřejov             | P. Pravec, L. Šarounová                                |
| 401878 | 2001 OS83              | 27 de juliol de 2001   | Palomar              | NEAT                                                   |
| 401879 | 2001 OP91              | 31 de juliol de 2001   | Palomar              | NEAT                                                   |
| 401880 | 2001 PY34              | 10 d'agost de 2001     | Palomar              | NEAT                                                   |
| 401881 | 2001 QZ250             | 24 d'agost de 2001     | Haleakala            | NEAT                                                   |
| 401882 | 2001 QH283             | 21 de juliol de 2001   | Anderson Mesa        | LONEOS                                                 |
| 401883 | 2001 QU329             | 24 d'agost de 2001     | Anderson Mesa        | LONEOS                                                 |
| 401884 | 2001 QG333             | 19 d'agost de 2001     | Socorro              | LINEAR                                                 |
| 401885 | 2001 RV17              | 11 de setembre de 2001 | Anderson Mesa        | LONEOS                                                 |
| 401886 | 2001 RH28              | 7 de setembre de 2001  | Socorro              | LINEAR                                                 |
| 401887 | 2001 RA41              | 11 de setembre de 2001 | Socorro              | LINEAR                                                 |
| 401888 | 2001 RR56              | 24 de setembre de 1960 | Palomar              | C. J. van Houten, I. van Houten-Groeneveld, T. Gehrels |
| 401889 | 2001 RA83              | 24 d'agost de 2001     | Anderson Mesa        | LONEOS                                                 |
| 401890 | 2001 RD85              | 11 de setembre de 2001 | Anderson Mesa        | LONEOS                                                 |
| 401891 | 2001 RW121             | 12 de setembre de 2001 | Socorro              | LINEAR                                                 |
| 401892 | 2001 SA5               | 17 de setembre de 2001 | Socorro              | LINEAR                                                 |
| 401893 | 2001 SR27              | 16 de setembre de 2001 | Socorro              | LINEAR                                                 |
| 401894 | 2001 SH85              | 20 de setembre de 2001 | Socorro              | LINEAR                                                 |
| 401895 | 2001 SA154             | 17 de setembre de 2001 | Socorro              | LINEAR                                                 |
| 401896 | 2001 SO184             | 19 de setembre de 2001 | Socorro              | LINEAR                                                 |
| 401897 | 2001 SM224             | 19 de setembre de 2001 | Socorro              | LINEAR                                                 |
| 401898 | 2001 SO269             | 19 de setembre de 2001 | Kitt Peak            | Spacewatch                                             |
| 401899 | 2001 SD298             | 23 de febrer de 1998   | Kitt Peak            | Spacewatch                                             |
| 401900 | 2001 SZ301             | 20 de setembre de 2001 | Socorro              | LINEAR                                                 |

## 401901-402000
| Nom    | Designació provisional | Data de descobriment   | Lloc de descobriment | Descobridor/s            |
| ------ | ---------------------- | ---------------------- | -------------------- | ------------------------ |
| 401901 | 2001 SX307             | 21 de setembre de 2001 | Socorro              | LINEAR                   |
| 401902 | 2001 TF20              | 9 d'octubre de 2001    | Socorro              | LINEAR                   |
| 401903 | 2001 TW22              | 13 d'octubre de 2001   | Socorro              | LINEAR                   |
| 401904 | 2001 TA84              | 14 d'octubre de 2001   | Socorro              | LINEAR                   |
| 401905 | 2001 TY101             | 15 d'octubre de 2001   | Socorro              | LINEAR                   |
| 401906 | 2001 TE126             | 23 de setembre de 2001 | Kitt Peak            | Spacewatch               |
| 401907 | 2001 TE136             | 13 d'octubre de 2001   | Palomar              | NEAT                     |
| 401908 | 2001 TO158             | 11 d'octubre de 2001   | Palomar              | NEAT                     |
| 401909 | 2001 TR163             | 11 d'octubre de 2001   | Palomar              | NEAT                     |
| 401910 | 2001 UJ71              | 17 d'octubre de 2001   | Kitt Peak            | Spacewatch               |
| 401911 | 2001 UF77              | 17 d'octubre de 2001   | Socorro              | LINEAR                   |
| 401912 | 2001 UG108             | 20 d'octubre de 2001   | Socorro              | LINEAR                   |
| 401913 | 2001 UE120             | 22 d'octubre de 2001   | Socorro              | LINEAR                   |
| 401914 | 2001 UZ128             | 20 d'octubre de 2001   | Socorro              | LINEAR                   |
| 401915 | 2001 UD187             | 16 de setembre de 2001 | Socorro              | LINEAR                   |
| 401916 | 2001 VV38              | 9 de novembre de 2001  | Socorro              | LINEAR                   |
| 401917 | 2001 VG128             | 11 de novembre de 2001 | Apache Point         | Sloan Digital Sky Survey |
| 401918 | 2001 WF37              | 17 de novembre de 2001 | Socorro              | LINEAR                   |
| 401919 | 2001 WW53              | 24 d'octubre de 2001   | Kitt Peak            | Spacewatch               |
| 401920 | 2001 WD87              | 19 de novembre de 2001 | Socorro              | LINEAR                   |
| 401921 | 2001 XL6               | 9 de desembre de 2001  | Socorro              | LINEAR                   |
| 401922 | 2001 XJ45              | 9 de desembre de 2001  | Socorro              | LINEAR                   |
| 401923 | 2001 XV166             | 14 de desembre de 2001 | Socorro              | LINEAR                   |
| 401924 | 2001 YZ50              | 24 de novembre de 2001 | Socorro              | LINEAR                   |
| 401925 | 2002 AT15              | 12 de gener de 2002    | Socorro              | LINEAR                   |
| 401926 | 2002 AF167             | 13 de gener de 2002    | Socorro              | LINEAR                   |
| 401927 | 2002 AH178             | 14 de gener de 2002    | Socorro              | LINEAR                   |
| 401928 | 2002 CF10              | 6 de febrer de 2002    | Socorro              | LINEAR                   |
| 401929 | 2002 CC88              | 7 de febrer de 2002    | Socorro              | LINEAR                   |
| 401930 | 2002 CK150             | 10 de febrer de 2002   | Socorro              | LINEAR                   |
| 401931 | 2002 CU156             | 7 de febrer de 2002    | Socorro              | LINEAR                   |
| 401932 | 2002 CD182             | 10 de febrer de 2002   | Socorro              | LINEAR                   |
| 401933 | 2002 CR201             | 10 de febrer de 2002   | Socorro              | LINEAR                   |
| 401934 | 2002 CA206             | 10 de febrer de 2002   | Socorro              | LINEAR                   |
| 401935 | 2002 CW208             | 10 de febrer de 2002   | Socorro              | LINEAR                   |
| 401936 | 2002 CN260             | 7 de febrer de 2002    | Palomar              | NEAT                     |
| 401937 | 2002 CF314             | 6 de febrer de 2002    | Kitt Peak            | M. W. Buie               |
| 401938 | 2002 EY47              | 12 de març de 2002     | Palomar              | NEAT                     |
| 401939 | 2002 EH51              | 12 de març de 2002     | Kitt Peak            | Spacewatch               |
| 401940 | 2002 EK76              | 10 de març de 2002     | Kitt Peak            | Spacewatch               |
| 401941 | 2002 EL95              | 14 de març de 2002     | Socorro              | LINEAR                   |
| 401942 | 2002 EP143             | 12 de març de 2002     | Palomar              | NEAT                     |
| 401943 | 2002 GE115             | 12 de març de 2002     | Kitt Peak            | Spacewatch               |
| 401944 | 2002 GT187             | 12 d'abril de 2002     | Palomar              | NEAT                     |
| 401945 | 2002 JA118             | 4 de maig de 2002      | Anderson Mesa        | LONEOS                   |
| 401946 | 2002 JC150             | 7 de maig de 2002      | Palomar              | NEAT                     |
| 401947 | 2002 PH2               | 3 d'agost de 2002      | Palomar              | NEAT                     |
| 401948 | 2002 PS179             | 5 d'agost de 2002      | Campo Imperatore     | CINEOS                   |
| 401949 | 2002 QT70              | 28 d'agost de 2002     | Palomar              | NEAT                     |
| 401950 | 2002 QW81              | 30 d'agost de 2002     | Palomar              | NEAT                     |
| 401951 | 2002 QT111             | 16 d'agost de 2002     | Palomar              | NEAT                     |
| 401952 | 2002 QN122             | 29 d'agost de 2002     | Palomar              | NEAT                     |
| 401953 | 2002 RW5               | 3 de setembre de 2002  | Haleakala            | NEAT                     |
| 401954 | 2002 RW25              | 5 de setembre de 2002  | Socorro              | LINEAR                   |
| 401955 | 2002 RY28              | 2 de setembre de 2002  | Haleakala            | NEAT                     |
| 401956 | 2002 RK29              | 3 de setembre de 2002  | Haleakala            | NEAT                     |
| 401957 | 2002 RJ241             | 14 de setembre de 2002 | Palomar              | R. Matson                |
| 401958 | 2002 RY248             | 14 de setembre de 2002 | Palomar              | NEAT                     |
| 401959 | 2002 RJ250             | 4 de setembre de 2002  | Palomar              | NEAT                     |
| 401960 | 2002 RL262             | 11 de setembre de 2002 | Palomar              | NEAT                     |
| 401961 | 2002 RO278             | 14 de setembre de 2002 | Palomar              | NEAT                     |
| 401962 | 2002 ST21              | 26 de setembre de 2002 | Palomar              | NEAT                     |
| 401963 | 2002 SW21              | 26 de setembre de 2002 | Palomar              | NEAT                     |
| 401964 | 2002 SA40              | 30 de setembre de 2002 | Haleakala            | NEAT                     |
| 401965 | 2002 TJ99              | 4 d'octubre de 2002    | Palomar              | NEAT                     |
| 401966 | 2002 TP132             | 4 d'octubre de 2002    | Socorro              | LINEAR                   |
| 401967 | 2002 TK135             | 4 d'octubre de 2002    | Socorro              | LINEAR                   |
| 401968 | 2002 TE138             | 4 d'octubre de 2002    | Anderson Mesa        | LONEOS                   |
| 401969 | 2002 TY144             | 2 d'octubre de 2002    | Haleakala            | NEAT                     |
| 401970 | 2002 TB185             | 4 d'octubre de 2002    | Socorro              | LINEAR                   |
| 401971 | 2002 TE195             | 3 d'octubre de 2002    | Socorro              | LINEAR                   |
| 401972 | 2002 TN199             | 6 d'octubre de 2002    | Socorro              | LINEAR                   |
| 401973 | 2002 TC251             | 7 d'octubre de 2002    | Socorro              | LINEAR                   |
| 401974 | 2002 TG257             | 9 d'octubre de 2002    | Socorro              | LINEAR                   |
| 401975 | 2002 TJ273             | 9 d'octubre de 2002    | Socorro              | LINEAR                   |
| 401976 | 2002 TO336             | 5 d'octubre de 2002    | Apache Point         | Sloan Digital Sky Survey |
| 401977 | 2002 TZ380             | 9 d'octubre de 2002    | Palomar              | NEAT                     |
| 401978 | 2002 UL16              | 30 d'octubre de 2002   | Palomar              | NEAT                     |
| 401979 | 2002 UC32              | 30 d'octubre de 2002   | Haleakala            | NEAT                     |
| 401980 | 2002 VV42              | 4 de novembre de 2002  | Palomar              | NEAT                     |
| 401981 | 2002 VK43              | 4 de novembre de 2002  | Palomar              | NEAT                     |
| 401982 | 2002 VO61              | 5 de novembre de 2002  | Socorro              | LINEAR                   |
| 401983 | 2002 VE73              | 7 de novembre de 2002  | Socorro              | LINEAR                   |
| 401984 | 2002 VU115             | 11 de novembre de 2002 | Socorro              | LINEAR                   |
| 401985 | 2002 VA120             | 12 de novembre de 2002 | Socorro              | LINEAR                   |
| 401986 | 2002 VX142             | 5 de novembre de 2002  | Palomar              | NEAT                     |
| 401987 | 2002 WE1               | 12 de novembre de 2002 | Socorro              | LINEAR                   |
| 401988 | 2002 WD26              | 16 de novembre de 2002 | Palomar              | NEAT                     |
| 401989 | 2002 WN31              | 28 de novembre de 2002 | Haleakala            | NEAT                     |
| 401990 | 2002 XR51              | 10 de desembre de 2002 | Socorro              | LINEAR                   |
| 401991 | 2002 YZ11              | 31 de desembre de 2002 | Socorro              | LINEAR                   |
| 401992 | 2003 AC5               | 1 de gener de 2003     | Socorro              | LINEAR                   |
| 401993 | 2003 AB94              | 10 de gener de 2003    | Palomar              | NEAT                     |
| 401994 | 2003 BS27              | 26 de gener de 2003    | Anderson Mesa        | LONEOS                   |
| 401995 | 2003 CR3               | 27 de gener de 2003    | Socorro              | LINEAR                   |
| 401996 | 2003 FJ95              | 30 de març de 2003     | Anderson Mesa        | LONEOS                   |
| 401997 | 2003 GH56              | 2 d'abril de 2003      | Haleakala            | NEAT                     |
| 401998 | 2003 MO                | 22 de juny de 2003     | Socorro              | LINEAR                   |
| 401999 | 2003 NG                | 1 de juliol de 2003    | Haleakala            | NEAT                     |
| 402000 | 2003 OK32              | 29 de juliol de 2003   | Mauna Kea            | E.-M. David              |